# Halloween gambit
Halloween gambit (také známý jako Müllerův – Schulzův gambit nebo lipský gambit) je agresivní gambitové šachové zahájení, ve kterém bílý velmi brzo obětuje jezdce za centrálního pěšce. Toto zahájení je variantou klasické hry čtyř jezdců charakterizované tahy 1. e4 e5 2. Jf3 Jc6 3. Jc3 Jf6 4. Jxe5.
Teoretik Oscar Cordel uvedl, že hráči lipského klubu využívali halloweenského gambitu s impozantními výsledky, ale nevěřil, že oběť je při přesné hře černého korektní. Jejich jméno pro toto zahájení, Gambit Müllera a Schulze, nebylo pojmenováno po žádných hráčích s těmito jmény, ale šlo spíše o žertovný název. Cílem bílého je obsadit centrum šachovnice pěšci a zahnat černé jezdce na kraj šachovnice. Po 4... Jxe5, hraje bílý nejčastěji 5. d4 (5. f4 nijak nenapomáhá vývinu figur), po kterém může černý napadeným jezdcem uhnout buď na c6, nebo na g6.

## 5... Jg6
|   | a | b | c | d | e | f | g | h |   |
| 8 | a8 černý věž · c8 černý střelec · d8 černý dáma · e8 černý král · f8 černý střelec · g8 černý jezdec · h8 černý věž · a7 černý pěšec · b7 černý pěšec · c7 černý pěšec · d7 černý pěšec · f7 černý pěšec · g7 černý pěšec · h7 černý pěšec · g6 černý jezdec · e5 bílý pěšec · c4 bílý střelec · d4 bílý pěšec · c3 bílý jezdec · a2 bílý pěšec · b2 bílý pěšec · c2 bílý pěšec · f2 bílý pěšec · g2 bílý pěšec · h2 bílý pěšec · a1 bílý věž · c1 bílý střelec · d1 bílý dáma · e1 bílý král · h1 bílý věž | a8 černý věž · c8 černý střelec · d8 černý dáma · e8 černý král · f8 černý střelec · g8 černý jezdec · h8 černý věž · a7 černý pěšec · b7 černý pěšec · c7 černý pěšec · d7 černý pěšec · f7 černý pěšec · g7 černý pěšec · h7 černý pěšec · g6 černý jezdec · e5 bílý pěšec · c4 bílý střelec · d4 bílý pěšec · c3 bílý jezdec · a2 bílý pěšec · b2 bílý pěšec · c2 bílý pěšec · f2 bílý pěšec · g2 bílý pěšec · h2 bílý pěšec · a1 bílý věž · c1 bílý střelec · d1 bílý dáma · e1 bílý král · h1 bílý věž | a8 černý věž · c8 černý střelec · d8 černý dáma · e8 černý král · f8 černý střelec · g8 černý jezdec · h8 černý věž · a7 černý pěšec · b7 černý pěšec · c7 černý pěšec · d7 černý pěšec · f7 černý pěšec · g7 černý pěšec · h7 černý pěšec · g6 černý jezdec · e5 bílý pěšec · c4 bílý střelec · d4 bílý pěšec · c3 bílý jezdec · a2 bílý pěšec · b2 bílý pěšec · c2 bílý pěšec · f2 bílý pěšec · g2 bílý pěšec · h2 bílý pěšec · a1 bílý věž · c1 bílý střelec · d1 bílý dáma · e1 bílý král · h1 bílý věž | a8 černý věž · c8 černý střelec · d8 černý dáma · e8 černý král · f8 černý střelec · g8 černý jezdec · h8 černý věž · a7 černý pěšec · b7 černý pěšec · c7 černý pěšec · d7 černý pěšec · f7 černý pěšec · g7 černý pěšec · h7 černý pěšec · g6 černý jezdec · e5 bílý pěšec · c4 bílý střelec · d4 bílý pěšec · c3 bílý jezdec · a2 bílý pěšec · b2 bílý pěšec · c2 bílý pěšec · f2 bílý pěšec · g2 bílý pěšec · h2 bílý pěšec · a1 bílý věž · c1 bílý střelec · d1 bílý dáma · e1 bílý král · h1 bílý věž | a8 černý věž · c8 černý střelec · d8 černý dáma · e8 černý král · f8 černý střelec · g8 černý jezdec · h8 černý věž · a7 černý pěšec · b7 černý pěšec · c7 černý pěšec · d7 černý pěšec · f7 černý pěšec · g7 černý pěšec · h7 černý pěšec · g6 černý jezdec · e5 bílý pěšec · c4 bílý střelec · d4 bílý pěšec · c3 bílý jezdec · a2 bílý pěšec · b2 bílý pěšec · c2 bílý pěšec · f2 bílý pěšec · g2 bílý pěšec · h2 bílý pěšec · a1 bílý věž · c1 bílý střelec · d1 bílý dáma · e1 bílý král · h1 bílý věž | a8 černý věž · c8 černý střelec · d8 černý dáma · e8 černý král · f8 černý střelec · g8 černý jezdec · h8 černý věž · a7 černý pěšec · b7 černý pěšec · c7 černý pěšec · d7 černý pěšec · f7 černý pěšec · g7 černý pěšec · h7 černý pěšec · g6 černý jezdec · e5 bílý pěšec · c4 bílý střelec · d4 bílý pěšec · c3 bílý jezdec · a2 bílý pěšec · b2 bílý pěšec · c2 bílý pěšec · f2 bílý pěšec · g2 bílý pěšec · h2 bílý pěšec · a1 bílý věž · c1 bílý střelec · d1 bílý dáma · e1 bílý král · h1 bílý věž | a8 černý věž · c8 černý střelec · d8 černý dáma · e8 černý král · f8 černý střelec · g8 černý jezdec · h8 černý věž · a7 černý pěšec · b7 černý pěšec · c7 černý pěšec · d7 černý pěšec · f7 černý pěšec · g7 černý pěšec · h7 černý pěšec · g6 černý jezdec · e5 bílý pěšec · c4 bílý střelec · d4 bílý pěšec · c3 bílý jezdec · a2 bílý pěšec · b2 bílý pěšec · c2 bílý pěšec · f2 bílý pěšec · g2 bílý pěšec · h2 bílý pěšec · a1 bílý věž · c1 bílý střelec · d1 bílý dáma · e1 bílý král · h1 bílý věž | a8 černý věž · c8 černý střelec · d8 černý dáma · e8 černý král · f8 černý střelec · g8 černý jezdec · h8 černý věž · a7 černý pěšec · b7 černý pěšec · c7 černý pěšec · d7 černý pěšec · f7 černý pěšec · g7 černý pěšec · h7 černý pěšec · g6 černý jezdec · e5 bílý pěšec · c4 bílý střelec · d4 bílý pěšec · c3 bílý jezdec · a2 bílý pěšec · b2 bílý pěšec · c2 bílý pěšec · f2 bílý pěšec · g2 bílý pěšec · h2 bílý pěšec · a1 bílý věž · c1 bílý střelec · d1 bílý dáma · e1 bílý král · h1 bílý věž | 8 |
| 7 | a8 černý věž · c8 černý střelec · d8 černý dáma · e8 černý král · f8 černý střelec · g8 černý jezdec · h8 černý věž · a7 černý pěšec · b7 černý pěšec · c7 černý pěšec · d7 černý pěšec · f7 černý pěšec · g7 černý pěšec · h7 černý pěšec · g6 černý jezdec · e5 bílý pěšec · c4 bílý střelec · d4 bílý pěšec · c3 bílý jezdec · a2 bílý pěšec · b2 bílý pěšec · c2 bílý pěšec · f2 bílý pěšec · g2 bílý pěšec · h2 bílý pěšec · a1 bílý věž · c1 bílý střelec · d1 bílý dáma · e1 bílý král · h1 bílý věž | a8 černý věž · c8 černý střelec · d8 černý dáma · e8 černý král · f8 černý střelec · g8 černý jezdec · h8 černý věž · a7 černý pěšec · b7 černý pěšec · c7 černý pěšec · d7 černý pěšec · f7 černý pěšec · g7 černý pěšec · h7 černý pěšec · g6 černý jezdec · e5 bílý pěšec · c4 bílý střelec · d4 bílý pěšec · c3 bílý jezdec · a2 bílý pěšec · b2 bílý pěšec · c2 bílý pěšec · f2 bílý pěšec · g2 bílý pěšec · h2 bílý pěšec · a1 bílý věž · c1 bílý střelec · d1 bílý dáma · e1 bílý král · h1 bílý věž | a8 černý věž · c8 černý střelec · d8 černý dáma · e8 černý král · f8 černý střelec · g8 černý jezdec · h8 černý věž · a7 černý pěšec · b7 černý pěšec · c7 černý pěšec · d7 černý pěšec · f7 černý pěšec · g7 černý pěšec · h7 černý pěšec · g6 černý jezdec · e5 bílý pěšec · c4 bílý střelec · d4 bílý pěšec · c3 bílý jezdec · a2 bílý pěšec · b2 bílý pěšec · c2 bílý pěšec · f2 bílý pěšec · g2 bílý pěšec · h2 bílý pěšec · a1 bílý věž · c1 bílý střelec · d1 bílý dáma · e1 bílý král · h1 bílý věž | a8 černý věž · c8 černý střelec · d8 černý dáma · e8 černý král · f8 černý střelec · g8 černý jezdec · h8 černý věž · a7 černý pěšec · b7 černý pěšec · c7 černý pěšec · d7 černý pěšec · f7 černý pěšec · g7 černý pěšec · h7 černý pěšec · g6 černý jezdec · e5 bílý pěšec · c4 bílý střelec · d4 bílý pěšec · c3 bílý jezdec · a2 bílý pěšec · b2 bílý pěšec · c2 bílý pěšec · f2 bílý pěšec · g2 bílý pěšec · h2 bílý pěšec · a1 bílý věž · c1 bílý střelec · d1 bílý dáma · e1 bílý král · h1 bílý věž | a8 černý věž · c8 černý střelec · d8 černý dáma · e8 černý král · f8 černý střelec · g8 černý jezdec · h8 černý věž · a7 černý pěšec · b7 černý pěšec · c7 černý pěšec · d7 černý pěšec · f7 černý pěšec · g7 černý pěšec · h7 černý pěšec · g6 černý jezdec · e5 bílý pěšec · c4 bílý střelec · d4 bílý pěšec · c3 bílý jezdec · a2 bílý pěšec · b2 bílý pěšec · c2 bílý pěšec · f2 bílý pěšec · g2 bílý pěšec · h2 bílý pěšec · a1 bílý věž · c1 bílý střelec · d1 bílý dáma · e1 bílý král · h1 bílý věž | a8 černý věž · c8 černý střelec · d8 černý dáma · e8 černý král · f8 černý střelec · g8 černý jezdec · h8 černý věž · a7 černý pěšec · b7 černý pěšec · c7 černý pěšec · d7 černý pěšec · f7 černý pěšec · g7 černý pěšec · h7 černý pěšec · g6 černý jezdec · e5 bílý pěšec · c4 bílý střelec · d4 bílý pěšec · c3 bílý jezdec · a2 bílý pěšec · b2 bílý pěšec · c2 bílý pěšec · f2 bílý pěšec · g2 bílý pěšec · h2 bílý pěšec · a1 bílý věž · c1 bílý střelec · d1 bílý dáma · e1 bílý král · h1 bílý věž | a8 černý věž · c8 černý střelec · d8 černý dáma · e8 černý král · f8 černý střelec · g8 černý jezdec · h8 černý věž · a7 černý pěšec · b7 černý pěšec · c7 černý pěšec · d7 černý pěšec · f7 černý pěšec · g7 černý pěšec · h7 černý pěšec · g6 černý jezdec · e5 bílý pěšec · c4 bílý střelec · d4 bílý pěšec · c3 bílý jezdec · a2 bílý pěšec · b2 bílý pěšec · c2 bílý pěšec · f2 bílý pěšec · g2 bílý pěšec · h2 bílý pěšec · a1 bílý věž · c1 bílý střelec · d1 bílý dáma · e1 bílý král · h1 bílý věž | a8 černý věž · c8 černý střelec · d8 černý dáma · e8 černý král · f8 černý střelec · g8 černý jezdec · h8 černý věž · a7 černý pěšec · b7 černý pěšec · c7 černý pěšec · d7 černý pěšec · f7 černý pěšec · g7 černý pěšec · h7 černý pěšec · g6 černý jezdec · e5 bílý pěšec · c4 bílý střelec · d4 bílý pěšec · c3 bílý jezdec · a2 bílý pěšec · b2 bílý pěšec · c2 bílý pěšec · f2 bílý pěšec · g2 bílý pěšec · h2 bílý pěšec · a1 bílý věž · c1 bílý střelec · d1 bílý dáma · e1 bílý král · h1 bílý věž | 7 |
| 6 | a8 černý věž · c8 černý střelec · d8 černý dáma · e8 černý král · f8 černý střelec · g8 černý jezdec · h8 černý věž · a7 černý pěšec · b7 černý pěšec · c7 černý pěšec · d7 černý pěšec · f7 černý pěšec · g7 černý pěšec · h7 černý pěšec · g6 černý jezdec · e5 bílý pěšec · c4 bílý střelec · d4 bílý pěšec · c3 bílý jezdec · a2 bílý pěšec · b2 bílý pěšec · c2 bílý pěšec · f2 bílý pěšec · g2 bílý pěšec · h2 bílý pěšec · a1 bílý věž · c1 bílý střelec · d1 bílý dáma · e1 bílý král · h1 bílý věž | a8 černý věž · c8 černý střelec · d8 černý dáma · e8 černý král · f8 černý střelec · g8 černý jezdec · h8 černý věž · a7 černý pěšec · b7 černý pěšec · c7 černý pěšec · d7 černý pěšec · f7 černý pěšec · g7 černý pěšec · h7 černý pěšec · g6 černý jezdec · e5 bílý pěšec · c4 bílý střelec · d4 bílý pěšec · c3 bílý jezdec · a2 bílý pěšec · b2 bílý pěšec · c2 bílý pěšec · f2 bílý pěšec · g2 bílý pěšec · h2 bílý pěšec · a1 bílý věž · c1 bílý střelec · d1 bílý dáma · e1 bílý král · h1 bílý věž | a8 černý věž · c8 černý střelec · d8 černý dáma · e8 černý král · f8 černý střelec · g8 černý jezdec · h8 černý věž · a7 černý pěšec · b7 černý pěšec · c7 černý pěšec · d7 černý pěšec · f7 černý pěšec · g7 černý pěšec · h7 černý pěšec · g6 černý jezdec · e5 bílý pěšec · c4 bílý střelec · d4 bílý pěšec · c3 bílý jezdec · a2 bílý pěšec · b2 bílý pěšec · c2 bílý pěšec · f2 bílý pěšec · g2 bílý pěšec · h2 bílý pěšec · a1 bílý věž · c1 bílý střelec · d1 bílý dáma · e1 bílý král · h1 bílý věž | a8 černý věž · c8 černý střelec · d8 černý dáma · e8 černý král · f8 černý střelec · g8 černý jezdec · h8 černý věž · a7 černý pěšec · b7 černý pěšec · c7 černý pěšec · d7 černý pěšec · f7 černý pěšec · g7 černý pěšec · h7 černý pěšec · g6 černý jezdec · e5 bílý pěšec · c4 bílý střelec · d4 bílý pěšec · c3 bílý jezdec · a2 bílý pěšec · b2 bílý pěšec · c2 bílý pěšec · f2 bílý pěšec · g2 bílý pěšec · h2 bílý pěšec · a1 bílý věž · c1 bílý střelec · d1 bílý dáma · e1 bílý král · h1 bílý věž | a8 černý věž · c8 černý střelec · d8 černý dáma · e8 černý král · f8 černý střelec · g8 černý jezdec · h8 černý věž · a7 černý pěšec · b7 černý pěšec · c7 černý pěšec · d7 černý pěšec · f7 černý pěšec · g7 černý pěšec · h7 černý pěšec · g6 černý jezdec · e5 bílý pěšec · c4 bílý střelec · d4 bílý pěšec · c3 bílý jezdec · a2 bílý pěšec · b2 bílý pěšec · c2 bílý pěšec · f2 bílý pěšec · g2 bílý pěšec · h2 bílý pěšec · a1 bílý věž · c1 bílý střelec · d1 bílý dáma · e1 bílý král · h1 bílý věž | a8 černý věž · c8 černý střelec · d8 černý dáma · e8 černý král · f8 černý střelec · g8 černý jezdec · h8 černý věž · a7 černý pěšec · b7 černý pěšec · c7 černý pěšec · d7 černý pěšec · f7 černý pěšec · g7 černý pěšec · h7 černý pěšec · g6 černý jezdec · e5 bílý pěšec · c4 bílý střelec · d4 bílý pěšec · c3 bílý jezdec · a2 bílý pěšec · b2 bílý pěšec · c2 bílý pěšec · f2 bílý pěšec · g2 bílý pěšec · h2 bílý pěšec · a1 bílý věž · c1 bílý střelec · d1 bílý dáma · e1 bílý král · h1 bílý věž | a8 černý věž · c8 černý střelec · d8 černý dáma · e8 černý král · f8 černý střelec · g8 černý jezdec · h8 černý věž · a7 černý pěšec · b7 černý pěšec · c7 černý pěšec · d7 černý pěšec · f7 černý pěšec · g7 černý pěšec · h7 černý pěšec · g6 černý jezdec · e5 bílý pěšec · c4 bílý střelec · d4 bílý pěšec · c3 bílý jezdec · a2 bílý pěšec · b2 bílý pěšec · c2 bílý pěšec · f2 bílý pěšec · g2 bílý pěšec · h2 bílý pěšec · a1 bílý věž · c1 bílý střelec · d1 bílý dáma · e1 bílý král · h1 bílý věž | a8 černý věž · c8 černý střelec · d8 černý dáma · e8 černý král · f8 černý střelec · g8 černý jezdec · h8 černý věž · a7 černý pěšec · b7 černý pěšec · c7 černý pěšec · d7 černý pěšec · f7 černý pěšec · g7 černý pěšec · h7 černý pěšec · g6 černý jezdec · e5 bílý pěšec · c4 bílý střelec · d4 bílý pěšec · c3 bílý jezdec · a2 bílý pěšec · b2 bílý pěšec · c2 bílý pěšec · f2 bílý pěšec · g2 bílý pěšec · h2 bílý pěšec · a1 bílý věž · c1 bílý střelec · d1 bílý dáma · e1 bílý král · h1 bílý věž | 6 |
| 5 | a8 černý věž · c8 černý střelec · d8 černý dáma · e8 černý král · f8 černý střelec · g8 černý jezdec · h8 černý věž · a7 černý pěšec · b7 černý pěšec · c7 černý pěšec · d7 černý pěšec · f7 černý pěšec · g7 černý pěšec · h7 černý pěšec · g6 černý jezdec · e5 bílý pěšec · c4 bílý střelec · d4 bílý pěšec · c3 bílý jezdec · a2 bílý pěšec · b2 bílý pěšec · c2 bílý pěšec · f2 bílý pěšec · g2 bílý pěšec · h2 bílý pěšec · a1 bílý věž · c1 bílý střelec · d1 bílý dáma · e1 bílý král · h1 bílý věž | a8 černý věž · c8 černý střelec · d8 černý dáma · e8 černý král · f8 černý střelec · g8 černý jezdec · h8 černý věž · a7 černý pěšec · b7 černý pěšec · c7 černý pěšec · d7 černý pěšec · f7 černý pěšec · g7 černý pěšec · h7 černý pěšec · g6 černý jezdec · e5 bílý pěšec · c4 bílý střelec · d4 bílý pěšec · c3 bílý jezdec · a2 bílý pěšec · b2 bílý pěšec · c2 bílý pěšec · f2 bílý pěšec · g2 bílý pěšec · h2 bílý pěšec · a1 bílý věž · c1 bílý střelec · d1 bílý dáma · e1 bílý král · h1 bílý věž | a8 černý věž · c8 černý střelec · d8 černý dáma · e8 černý král · f8 černý střelec · g8 černý jezdec · h8 černý věž · a7 černý pěšec · b7 černý pěšec · c7 černý pěšec · d7 černý pěšec · f7 černý pěšec · g7 černý pěšec · h7 černý pěšec · g6 černý jezdec · e5 bílý pěšec · c4 bílý střelec · d4 bílý pěšec · c3 bílý jezdec · a2 bílý pěšec · b2 bílý pěšec · c2 bílý pěšec · f2 bílý pěšec · g2 bílý pěšec · h2 bílý pěšec · a1 bílý věž · c1 bílý střelec · d1 bílý dáma · e1 bílý král · h1 bílý věž | a8 černý věž · c8 černý střelec · d8 černý dáma · e8 černý král · f8 černý střelec · g8 černý jezdec · h8 černý věž · a7 černý pěšec · b7 černý pěšec · c7 černý pěšec · d7 černý pěšec · f7 černý pěšec · g7 černý pěšec · h7 černý pěšec · g6 černý jezdec · e5 bílý pěšec · c4 bílý střelec · d4 bílý pěšec · c3 bílý jezdec · a2 bílý pěšec · b2 bílý pěšec · c2 bílý pěšec · f2 bílý pěšec · g2 bílý pěšec · h2 bílý pěšec · a1 bílý věž · c1 bílý střelec · d1 bílý dáma · e1 bílý král · h1 bílý věž | a8 černý věž · c8 černý střelec · d8 černý dáma · e8 černý král · f8 černý střelec · g8 černý jezdec · h8 černý věž · a7 černý pěšec · b7 černý pěšec · c7 černý pěšec · d7 černý pěšec · f7 černý pěšec · g7 černý pěšec · h7 černý pěšec · g6 černý jezdec · e5 bílý pěšec · c4 bílý střelec · d4 bílý pěšec · c3 bílý jezdec · a2 bílý pěšec · b2 bílý pěšec · c2 bílý pěšec · f2 bílý pěšec · g2 bílý pěšec · h2 bílý pěšec · a1 bílý věž · c1 bílý střelec · d1 bílý dáma · e1 bílý král · h1 bílý věž | a8 černý věž · c8 černý střelec · d8 černý dáma · e8 černý král · f8 černý střelec · g8 černý jezdec · h8 černý věž · a7 černý pěšec · b7 černý pěšec · c7 černý pěšec · d7 černý pěšec · f7 černý pěšec · g7 černý pěšec · h7 černý pěšec · g6 černý jezdec · e5 bílý pěšec · c4 bílý střelec · d4 bílý pěšec · c3 bílý jezdec · a2 bílý pěšec · b2 bílý pěšec · c2 bílý pěšec · f2 bílý pěšec · g2 bílý pěšec · h2 bílý pěšec · a1 bílý věž · c1 bílý střelec · d1 bílý dáma · e1 bílý král · h1 bílý věž | a8 černý věž · c8 černý střelec · d8 černý dáma · e8 černý král · f8 černý střelec · g8 černý jezdec · h8 černý věž · a7 černý pěšec · b7 černý pěšec · c7 černý pěšec · d7 černý pěšec · f7 černý pěšec · g7 černý pěšec · h7 černý pěšec · g6 černý jezdec · e5 bílý pěšec · c4 bílý střelec · d4 bílý pěšec · c3 bílý jezdec · a2 bílý pěšec · b2 bílý pěšec · c2 bílý pěšec · f2 bílý pěšec · g2 bílý pěšec · h2 bílý pěšec · a1 bílý věž · c1 bílý střelec · d1 bílý dáma · e1 bílý král · h1 bílý věž | a8 černý věž · c8 černý střelec · d8 černý dáma · e8 černý král · f8 černý střelec · g8 černý jezdec · h8 černý věž · a7 černý pěšec · b7 černý pěšec · c7 černý pěšec · d7 černý pěšec · f7 černý pěšec · g7 černý pěšec · h7 černý pěšec · g6 černý jezdec · e5 bílý pěšec · c4 bílý střelec · d4 bílý pěšec · c3 bílý jezdec · a2 bílý pěšec · b2 bílý pěšec · c2 bílý pěšec · f2 bílý pěšec · g2 bílý pěšec · h2 bílý pěšec · a1 bílý věž · c1 bílý střelec · d1 bílý dáma · e1 bílý král · h1 bílý věž | 5 |
| 4 | a8 černý věž · c8 černý střelec · d8 černý dáma · e8 černý král · f8 černý střelec · g8 černý jezdec · h8 černý věž · a7 černý pěšec · b7 černý pěšec · c7 černý pěšec · d7 černý pěšec · f7 černý pěšec · g7 černý pěšec · h7 černý pěšec · g6 černý jezdec · e5 bílý pěšec · c4 bílý střelec · d4 bílý pěšec · c3 bílý jezdec · a2 bílý pěšec · b2 bílý pěšec · c2 bílý pěšec · f2 bílý pěšec · g2 bílý pěšec · h2 bílý pěšec · a1 bílý věž · c1 bílý střelec · d1 bílý dáma · e1 bílý král · h1 bílý věž | a8 černý věž · c8 černý střelec · d8 černý dáma · e8 černý král · f8 černý střelec · g8 černý jezdec · h8 černý věž · a7 černý pěšec · b7 černý pěšec · c7 černý pěšec · d7 černý pěšec · f7 černý pěšec · g7 černý pěšec · h7 černý pěšec · g6 černý jezdec · e5 bílý pěšec · c4 bílý střelec · d4 bílý pěšec · c3 bílý jezdec · a2 bílý pěšec · b2 bílý pěšec · c2 bílý pěšec · f2 bílý pěšec · g2 bílý pěšec · h2 bílý pěšec · a1 bílý věž · c1 bílý střelec · d1 bílý dáma · e1 bílý král · h1 bílý věž | a8 černý věž · c8 černý střelec · d8 černý dáma · e8 černý král · f8 černý střelec · g8 černý jezdec · h8 černý věž · a7 černý pěšec · b7 černý pěšec · c7 černý pěšec · d7 černý pěšec · f7 černý pěšec · g7 černý pěšec · h7 černý pěšec · g6 černý jezdec · e5 bílý pěšec · c4 bílý střelec · d4 bílý pěšec · c3 bílý jezdec · a2 bílý pěšec · b2 bílý pěšec · c2 bílý pěšec · f2 bílý pěšec · g2 bílý pěšec · h2 bílý pěšec · a1 bílý věž · c1 bílý střelec · d1 bílý dáma · e1 bílý král · h1 bílý věž | a8 černý věž · c8 černý střelec · d8 černý dáma · e8 černý král · f8 černý střelec · g8 černý jezdec · h8 černý věž · a7 černý pěšec · b7 černý pěšec · c7 černý pěšec · d7 černý pěšec · f7 černý pěšec · g7 černý pěšec · h7 černý pěšec · g6 černý jezdec · e5 bílý pěšec · c4 bílý střelec · d4 bílý pěšec · c3 bílý jezdec · a2 bílý pěšec · b2 bílý pěšec · c2 bílý pěšec · f2 bílý pěšec · g2 bílý pěšec · h2 bílý pěšec · a1 bílý věž · c1 bílý střelec · d1 bílý dáma · e1 bílý král · h1 bílý věž | a8 černý věž · c8 černý střelec · d8 černý dáma · e8 černý král · f8 černý střelec · g8 černý jezdec · h8 černý věž · a7 černý pěšec · b7 černý pěšec · c7 černý pěšec · d7 černý pěšec · f7 černý pěšec · g7 černý pěšec · h7 černý pěšec · g6 černý jezdec · e5 bílý pěšec · c4 bílý střelec · d4 bílý pěšec · c3 bílý jezdec · a2 bílý pěšec · b2 bílý pěšec · c2 bílý pěšec · f2 bílý pěšec · g2 bílý pěšec · h2 bílý pěšec · a1 bílý věž · c1 bílý střelec · d1 bílý dáma · e1 bílý král · h1 bílý věž | a8 černý věž · c8 černý střelec · d8 černý dáma · e8 černý král · f8 černý střelec · g8 černý jezdec · h8 černý věž · a7 černý pěšec · b7 černý pěšec · c7 černý pěšec · d7 černý pěšec · f7 černý pěšec · g7 černý pěšec · h7 černý pěšec · g6 černý jezdec · e5 bílý pěšec · c4 bílý střelec · d4 bílý pěšec · c3 bílý jezdec · a2 bílý pěšec · b2 bílý pěšec · c2 bílý pěšec · f2 bílý pěšec · g2 bílý pěšec · h2 bílý pěšec · a1 bílý věž · c1 bílý střelec · d1 bílý dáma · e1 bílý král · h1 bílý věž | a8 černý věž · c8 černý střelec · d8 černý dáma · e8 černý král · f8 černý střelec · g8 černý jezdec · h8 černý věž · a7 černý pěšec · b7 černý pěšec · c7 černý pěšec · d7 černý pěšec · f7 černý pěšec · g7 černý pěšec · h7 černý pěšec · g6 černý jezdec · e5 bílý pěšec · c4 bílý střelec · d4 bílý pěšec · c3 bílý jezdec · a2 bílý pěšec · b2 bílý pěšec · c2 bílý pěšec · f2 bílý pěšec · g2 bílý pěšec · h2 bílý pěšec · a1 bílý věž · c1 bílý střelec · d1 bílý dáma · e1 bílý král · h1 bílý věž | a8 černý věž · c8 černý střelec · d8 černý dáma · e8 černý král · f8 černý střelec · g8 černý jezdec · h8 černý věž · a7 černý pěšec · b7 černý pěšec · c7 černý pěšec · d7 černý pěšec · f7 černý pěšec · g7 černý pěšec · h7 černý pěšec · g6 černý jezdec · e5 bílý pěšec · c4 bílý střelec · d4 bílý pěšec · c3 bílý jezdec · a2 bílý pěšec · b2 bílý pěšec · c2 bílý pěšec · f2 bílý pěšec · g2 bílý pěšec · h2 bílý pěšec · a1 bílý věž · c1 bílý střelec · d1 bílý dáma · e1 bílý král · h1 bílý věž | 4 |
| 3 | a8 černý věž · c8 černý střelec · d8 černý dáma · e8 černý král · f8 černý střelec · g8 černý jezdec · h8 černý věž · a7 černý pěšec · b7 černý pěšec · c7 černý pěšec · d7 černý pěšec · f7 černý pěšec · g7 černý pěšec · h7 černý pěšec · g6 černý jezdec · e5 bílý pěšec · c4 bílý střelec · d4 bílý pěšec · c3 bílý jezdec · a2 bílý pěšec · b2 bílý pěšec · c2 bílý pěšec · f2 bílý pěšec · g2 bílý pěšec · h2 bílý pěšec · a1 bílý věž · c1 bílý střelec · d1 bílý dáma · e1 bílý král · h1 bílý věž | a8 černý věž · c8 černý střelec · d8 černý dáma · e8 černý král · f8 černý střelec · g8 černý jezdec · h8 černý věž · a7 černý pěšec · b7 černý pěšec · c7 černý pěšec · d7 černý pěšec · f7 černý pěšec · g7 černý pěšec · h7 černý pěšec · g6 černý jezdec · e5 bílý pěšec · c4 bílý střelec · d4 bílý pěšec · c3 bílý jezdec · a2 bílý pěšec · b2 bílý pěšec · c2 bílý pěšec · f2 bílý pěšec · g2 bílý pěšec · h2 bílý pěšec · a1 bílý věž · c1 bílý střelec · d1 bílý dáma · e1 bílý král · h1 bílý věž | a8 černý věž · c8 černý střelec · d8 černý dáma · e8 černý král · f8 černý střelec · g8 černý jezdec · h8 černý věž · a7 černý pěšec · b7 černý pěšec · c7 černý pěšec · d7 černý pěšec · f7 černý pěšec · g7 černý pěšec · h7 černý pěšec · g6 černý jezdec · e5 bílý pěšec · c4 bílý střelec · d4 bílý pěšec · c3 bílý jezdec · a2 bílý pěšec · b2 bílý pěšec · c2 bílý pěšec · f2 bílý pěšec · g2 bílý pěšec · h2 bílý pěšec · a1 bílý věž · c1 bílý střelec · d1 bílý dáma · e1 bílý král · h1 bílý věž | a8 černý věž · c8 černý střelec · d8 černý dáma · e8 černý král · f8 černý střelec · g8 černý jezdec · h8 černý věž · a7 černý pěšec · b7 černý pěšec · c7 černý pěšec · d7 černý pěšec · f7 černý pěšec · g7 černý pěšec · h7 černý pěšec · g6 černý jezdec · e5 bílý pěšec · c4 bílý střelec · d4 bílý pěšec · c3 bílý jezdec · a2 bílý pěšec · b2 bílý pěšec · c2 bílý pěšec · f2 bílý pěšec · g2 bílý pěšec · h2 bílý pěšec · a1 bílý věž · c1 bílý střelec · d1 bílý dáma · e1 bílý král · h1 bílý věž | a8 černý věž · c8 černý střelec · d8 černý dáma · e8 černý král · f8 černý střelec · g8 černý jezdec · h8 černý věž · a7 černý pěšec · b7 černý pěšec · c7 černý pěšec · d7 černý pěšec · f7 černý pěšec · g7 černý pěšec · h7 černý pěšec · g6 černý jezdec · e5 bílý pěšec · c4 bílý střelec · d4 bílý pěšec · c3 bílý jezdec · a2 bílý pěšec · b2 bílý pěšec · c2 bílý pěšec · f2 bílý pěšec · g2 bílý pěšec · h2 bílý pěšec · a1 bílý věž · c1 bílý střelec · d1 bílý dáma · e1 bílý král · h1 bílý věž | a8 černý věž · c8 černý střelec · d8 černý dáma · e8 černý král · f8 černý střelec · g8 černý jezdec · h8 černý věž · a7 černý pěšec · b7 černý pěšec · c7 černý pěšec · d7 černý pěšec · f7 černý pěšec · g7 černý pěšec · h7 černý pěšec · g6 černý jezdec · e5 bílý pěšec · c4 bílý střelec · d4 bílý pěšec · c3 bílý jezdec · a2 bílý pěšec · b2 bílý pěšec · c2 bílý pěšec · f2 bílý pěšec · g2 bílý pěšec · h2 bílý pěšec · a1 bílý věž · c1 bílý střelec · d1 bílý dáma · e1 bílý král · h1 bílý věž | a8 černý věž · c8 černý střelec · d8 černý dáma · e8 černý král · f8 černý střelec · g8 černý jezdec · h8 černý věž · a7 černý pěšec · b7 černý pěšec · c7 černý pěšec · d7 černý pěšec · f7 černý pěšec · g7 černý pěšec · h7 černý pěšec · g6 černý jezdec · e5 bílý pěšec · c4 bílý střelec · d4 bílý pěšec · c3 bílý jezdec · a2 bílý pěšec · b2 bílý pěšec · c2 bílý pěšec · f2 bílý pěšec · g2 bílý pěšec · h2 bílý pěšec · a1 bílý věž · c1 bílý střelec · d1 bílý dáma · e1 bílý král · h1 bílý věž | a8 černý věž · c8 černý střelec · d8 černý dáma · e8 černý král · f8 černý střelec · g8 černý jezdec · h8 černý věž · a7 černý pěšec · b7 černý pěšec · c7 černý pěšec · d7 černý pěšec · f7 černý pěšec · g7 černý pěšec · h7 černý pěšec · g6 černý jezdec · e5 bílý pěšec · c4 bílý střelec · d4 bílý pěšec · c3 bílý jezdec · a2 bílý pěšec · b2 bílý pěšec · c2 bílý pěšec · f2 bílý pěšec · g2 bílý pěšec · h2 bílý pěšec · a1 bílý věž · c1 bílý střelec · d1 bílý dáma · e1 bílý král · h1 bílý věž | 3 |
| 2 | a8 černý věž · c8 černý střelec · d8 černý dáma · e8 černý král · f8 černý střelec · g8 černý jezdec · h8 černý věž · a7 černý pěšec · b7 černý pěšec · c7 černý pěšec · d7 černý pěšec · f7 černý pěšec · g7 černý pěšec · h7 černý pěšec · g6 černý jezdec · e5 bílý pěšec · c4 bílý střelec · d4 bílý pěšec · c3 bílý jezdec · a2 bílý pěšec · b2 bílý pěšec · c2 bílý pěšec · f2 bílý pěšec · g2 bílý pěšec · h2 bílý pěšec · a1 bílý věž · c1 bílý střelec · d1 bílý dáma · e1 bílý král · h1 bílý věž | a8 černý věž · c8 černý střelec · d8 černý dáma · e8 černý král · f8 černý střelec · g8 černý jezdec · h8 černý věž · a7 černý pěšec · b7 černý pěšec · c7 černý pěšec · d7 černý pěšec · f7 černý pěšec · g7 černý pěšec · h7 černý pěšec · g6 černý jezdec · e5 bílý pěšec · c4 bílý střelec · d4 bílý pěšec · c3 bílý jezdec · a2 bílý pěšec · b2 bílý pěšec · c2 bílý pěšec · f2 bílý pěšec · g2 bílý pěšec · h2 bílý pěšec · a1 bílý věž · c1 bílý střelec · d1 bílý dáma · e1 bílý král · h1 bílý věž | a8 černý věž · c8 černý střelec · d8 černý dáma · e8 černý král · f8 černý střelec · g8 černý jezdec · h8 černý věž · a7 černý pěšec · b7 černý pěšec · c7 černý pěšec · d7 černý pěšec · f7 černý pěšec · g7 černý pěšec · h7 černý pěšec · g6 černý jezdec · e5 bílý pěšec · c4 bílý střelec · d4 bílý pěšec · c3 bílý jezdec · a2 bílý pěšec · b2 bílý pěšec · c2 bílý pěšec · f2 bílý pěšec · g2 bílý pěšec · h2 bílý pěšec · a1 bílý věž · c1 bílý střelec · d1 bílý dáma · e1 bílý král · h1 bílý věž | a8 černý věž · c8 černý střelec · d8 černý dáma · e8 černý král · f8 černý střelec · g8 černý jezdec · h8 černý věž · a7 černý pěšec · b7 černý pěšec · c7 černý pěšec · d7 černý pěšec · f7 černý pěšec · g7 černý pěšec · h7 černý pěšec · g6 černý jezdec · e5 bílý pěšec · c4 bílý střelec · d4 bílý pěšec · c3 bílý jezdec · a2 bílý pěšec · b2 bílý pěšec · c2 bílý pěšec · f2 bílý pěšec · g2 bílý pěšec · h2 bílý pěšec · a1 bílý věž · c1 bílý střelec · d1 bílý dáma · e1 bílý král · h1 bílý věž | a8 černý věž · c8 černý střelec · d8 černý dáma · e8 černý král · f8 černý střelec · g8 černý jezdec · h8 černý věž · a7 černý pěšec · b7 černý pěšec · c7 černý pěšec · d7 černý pěšec · f7 černý pěšec · g7 černý pěšec · h7 černý pěšec · g6 černý jezdec · e5 bílý pěšec · c4 bílý střelec · d4 bílý pěšec · c3 bílý jezdec · a2 bílý pěšec · b2 bílý pěšec · c2 bílý pěšec · f2 bílý pěšec · g2 bílý pěšec · h2 bílý pěšec · a1 bílý věž · c1 bílý střelec · d1 bílý dáma · e1 bílý král · h1 bílý věž | a8 černý věž · c8 černý střelec · d8 černý dáma · e8 černý král · f8 černý střelec · g8 černý jezdec · h8 černý věž · a7 černý pěšec · b7 černý pěšec · c7 černý pěšec · d7 černý pěšec · f7 černý pěšec · g7 černý pěšec · h7 černý pěšec · g6 černý jezdec · e5 bílý pěšec · c4 bílý střelec · d4 bílý pěšec · c3 bílý jezdec · a2 bílý pěšec · b2 bílý pěšec · c2 bílý pěšec · f2 bílý pěšec · g2 bílý pěšec · h2 bílý pěšec · a1 bílý věž · c1 bílý střelec · d1 bílý dáma · e1 bílý král · h1 bílý věž | a8 černý věž · c8 černý střelec · d8 černý dáma · e8 černý král · f8 černý střelec · g8 černý jezdec · h8 černý věž · a7 černý pěšec · b7 černý pěšec · c7 černý pěšec · d7 černý pěšec · f7 černý pěšec · g7 černý pěšec · h7 černý pěšec · g6 černý jezdec · e5 bílý pěšec · c4 bílý střelec · d4 bílý pěšec · c3 bílý jezdec · a2 bílý pěšec · b2 bílý pěšec · c2 bílý pěšec · f2 bílý pěšec · g2 bílý pěšec · h2 bílý pěšec · a1 bílý věž · c1 bílý střelec · d1 bílý dáma · e1 bílý král · h1 bílý věž | a8 černý věž · c8 černý střelec · d8 černý dáma · e8 černý král · f8 černý střelec · g8 černý jezdec · h8 černý věž · a7 černý pěšec · b7 černý pěšec · c7 černý pěšec · d7 černý pěšec · f7 černý pěšec · g7 černý pěšec · h7 černý pěšec · g6 černý jezdec · e5 bílý pěšec · c4 bílý střelec · d4 bílý pěšec · c3 bílý jezdec · a2 bílý pěšec · b2 bílý pěšec · c2 bílý pěšec · f2 bílý pěšec · g2 bílý pěšec · h2 bílý pěšec · a1 bílý věž · c1 bílý střelec · d1 bílý dáma · e1 bílý král · h1 bílý věž | 2 |
| 1 | a8 černý věž · c8 černý střelec · d8 černý dáma · e8 černý král · f8 černý střelec · g8 černý jezdec · h8 černý věž · a7 černý pěšec · b7 černý pěšec · c7 černý pěšec · d7 černý pěšec · f7 černý pěšec · g7 černý pěšec · h7 černý pěšec · g6 černý jezdec · e5 bílý pěšec · c4 bílý střelec · d4 bílý pěšec · c3 bílý jezdec · a2 bílý pěšec · b2 bílý pěšec · c2 bílý pěšec · f2 bílý pěšec · g2 bílý pěšec · h2 bílý pěšec · a1 bílý věž · c1 bílý střelec · d1 bílý dáma · e1 bílý král · h1 bílý věž | a8 černý věž · c8 černý střelec · d8 černý dáma · e8 černý král · f8 černý střelec · g8 černý jezdec · h8 černý věž · a7 černý pěšec · b7 černý pěšec · c7 černý pěšec · d7 černý pěšec · f7 černý pěšec · g7 černý pěšec · h7 černý pěšec · g6 černý jezdec · e5 bílý pěšec · c4 bílý střelec · d4 bílý pěšec · c3 bílý jezdec · a2 bílý pěšec · b2 bílý pěšec · c2 bílý pěšec · f2 bílý pěšec · g2 bílý pěšec · h2 bílý pěšec · a1 bílý věž · c1 bílý střelec · d1 bílý dáma · e1 bílý král · h1 bílý věž | a8 černý věž · c8 černý střelec · d8 černý dáma · e8 černý král · f8 černý střelec · g8 černý jezdec · h8 černý věž · a7 černý pěšec · b7 černý pěšec · c7 černý pěšec · d7 černý pěšec · f7 černý pěšec · g7 černý pěšec · h7 černý pěšec · g6 černý jezdec · e5 bílý pěšec · c4 bílý střelec · d4 bílý pěšec · c3 bílý jezdec · a2 bílý pěšec · b2 bílý pěšec · c2 bílý pěšec · f2 bílý pěšec · g2 bílý pěšec · h2 bílý pěšec · a1 bílý věž · c1 bílý střelec · d1 bílý dáma · e1 bílý král · h1 bílý věž | a8 černý věž · c8 černý střelec · d8 černý dáma · e8 černý král · f8 černý střelec · g8 černý jezdec · h8 černý věž · a7 černý pěšec · b7 černý pěšec · c7 černý pěšec · d7 černý pěšec · f7 černý pěšec · g7 černý pěšec · h7 černý pěšec · g6 černý jezdec · e5 bílý pěšec · c4 bílý střelec · d4 bílý pěšec · c3 bílý jezdec · a2 bílý pěšec · b2 bílý pěšec · c2 bílý pěšec · f2 bílý pěšec · g2 bílý pěšec · h2 bílý pěšec · a1 bílý věž · c1 bílý střelec · d1 bílý dáma · e1 bílý král · h1 bílý věž | a8 černý věž · c8 černý střelec · d8 černý dáma · e8 černý král · f8 černý střelec · g8 černý jezdec · h8 černý věž · a7 černý pěšec · b7 černý pěšec · c7 černý pěšec · d7 černý pěšec · f7 černý pěšec · g7 černý pěšec · h7 černý pěšec · g6 černý jezdec · e5 bílý pěšec · c4 bílý střelec · d4 bílý pěšec · c3 bílý jezdec · a2 bílý pěšec · b2 bílý pěšec · c2 bílý pěšec · f2 bílý pěšec · g2 bílý pěšec · h2 bílý pěšec · a1 bílý věž · c1 bílý střelec · d1 bílý dáma · e1 bílý král · h1 bílý věž | a8 černý věž · c8 černý střelec · d8 černý dáma · e8 černý král · f8 černý střelec · g8 černý jezdec · h8 černý věž · a7 černý pěšec · b7 černý pěšec · c7 černý pěšec · d7 černý pěšec · f7 černý pěšec · g7 černý pěšec · h7 černý pěšec · g6 černý jezdec · e5 bílý pěšec · c4 bílý střelec · d4 bílý pěšec · c3 bílý jezdec · a2 bílý pěšec · b2 bílý pěšec · c2 bílý pěšec · f2 bílý pěšec · g2 bílý pěšec · h2 bílý pěšec · a1 bílý věž · c1 bílý střelec · d1 bílý dáma · e1 bílý král · h1 bílý věž | a8 černý věž · c8 černý střelec · d8 černý dáma · e8 černý král · f8 černý střelec · g8 černý jezdec · h8 černý věž · a7 černý pěšec · b7 černý pěšec · c7 černý pěšec · d7 černý pěšec · f7 černý pěšec · g7 černý pěšec · h7 černý pěšec · g6 černý jezdec · e5 bílý pěšec · c4 bílý střelec · d4 bílý pěšec · c3 bílý jezdec · a2 bílý pěšec · b2 bílý pěšec · c2 bílý pěšec · f2 bílý pěšec · g2 bílý pěšec · h2 bílý pěšec · a1 bílý věž · c1 bílý střelec · d1 bílý dáma · e1 bílý král · h1 bílý věž | a8 černý věž · c8 černý střelec · d8 černý dáma · e8 černý král · f8 černý střelec · g8 černý jezdec · h8 černý věž · a7 černý pěšec · b7 černý pěšec · c7 černý pěšec · d7 černý pěšec · f7 černý pěšec · g7 černý pěšec · h7 černý pěšec · g6 černý jezdec · e5 bílý pěšec · c4 bílý střelec · d4 bílý pěšec · c3 bílý jezdec · a2 bílý pěšec · b2 bílý pěšec · c2 bílý pěšec · f2 bílý pěšec · g2 bílý pěšec · h2 bílý pěšec · a1 bílý věž · c1 bílý střelec · d1 bílý dáma · e1 bílý král · h1 bílý věž | 1 |
|   | a | b | c | d | e | f | g | h |   |

Když černý ustoupí jezdcem 5... Jg6, bílý pokračuje napadením jezdce na f6 tahem 6. e5. Potom po 6... Jg8 7. Sc4, bývalý mistr světa Max Euwe doporučil 7... d5 8. Sxd5 c6, po kterém tvrdí, že má černý rozhodující výhodu.
Místo toho, aby si černý držel figuru navíc obvyklým 6... Jg8, je logičtějším pokračováním podle Erica Schillera 6... Sb4, což žajišťuje černému lepší hru po 7.exf6 Dxf6 s náskokem ve vývinu figur a tlakem v centru.

## 5... Jc6
Když černý ustoupí jezdcem 5... Jc6, bílý napadne jezdce znovu tahem 6.d5. Pak volí černí nejčastěji dvě varianty: 6... Je5 (hlavní varianta) nebo 6... Sb4 (Pinského varianta).

### 6...Je5
|   | a | b | c | d | e | f | g | h |   |
| 8 | a8 černý věž · c8 černý střelec · d8 černý dáma · e8 černý král · f8 černý střelec · g8 černý jezdec · h8 černý věž · a7 černý pěšec · b7 černý pěšec · d7 černý pěšec · f7 černý pěšec · g7 černý pěšec · h7 černý pěšec · d6 bílý pěšec · g6 černý jezdec · f4 bílý pěšec · c3 bílý jezdec · a2 bílý pěšec · b2 bílý pěšec · c2 bílý pěšec · g2 bílý pěšec · h2 bílý pěšec · a1 bílý věž · c1 bílý střelec · d1 bílý dáma · e1 bílý král · f1 bílý střelec · h1 bílý věž | a8 černý věž · c8 černý střelec · d8 černý dáma · e8 černý král · f8 černý střelec · g8 černý jezdec · h8 černý věž · a7 černý pěšec · b7 černý pěšec · d7 černý pěšec · f7 černý pěšec · g7 černý pěšec · h7 černý pěšec · d6 bílý pěšec · g6 černý jezdec · f4 bílý pěšec · c3 bílý jezdec · a2 bílý pěšec · b2 bílý pěšec · c2 bílý pěšec · g2 bílý pěšec · h2 bílý pěšec · a1 bílý věž · c1 bílý střelec · d1 bílý dáma · e1 bílý král · f1 bílý střelec · h1 bílý věž | a8 černý věž · c8 černý střelec · d8 černý dáma · e8 černý král · f8 černý střelec · g8 černý jezdec · h8 černý věž · a7 černý pěšec · b7 černý pěšec · d7 černý pěšec · f7 černý pěšec · g7 černý pěšec · h7 černý pěšec · d6 bílý pěšec · g6 černý jezdec · f4 bílý pěšec · c3 bílý jezdec · a2 bílý pěšec · b2 bílý pěšec · c2 bílý pěšec · g2 bílý pěšec · h2 bílý pěšec · a1 bílý věž · c1 bílý střelec · d1 bílý dáma · e1 bílý král · f1 bílý střelec · h1 bílý věž | a8 černý věž · c8 černý střelec · d8 černý dáma · e8 černý král · f8 černý střelec · g8 černý jezdec · h8 černý věž · a7 černý pěšec · b7 černý pěšec · d7 černý pěšec · f7 černý pěšec · g7 černý pěšec · h7 černý pěšec · d6 bílý pěšec · g6 černý jezdec · f4 bílý pěšec · c3 bílý jezdec · a2 bílý pěšec · b2 bílý pěšec · c2 bílý pěšec · g2 bílý pěšec · h2 bílý pěšec · a1 bílý věž · c1 bílý střelec · d1 bílý dáma · e1 bílý král · f1 bílý střelec · h1 bílý věž | a8 černý věž · c8 černý střelec · d8 černý dáma · e8 černý král · f8 černý střelec · g8 černý jezdec · h8 černý věž · a7 černý pěšec · b7 černý pěšec · d7 černý pěšec · f7 černý pěšec · g7 černý pěšec · h7 černý pěšec · d6 bílý pěšec · g6 černý jezdec · f4 bílý pěšec · c3 bílý jezdec · a2 bílý pěšec · b2 bílý pěšec · c2 bílý pěšec · g2 bílý pěšec · h2 bílý pěšec · a1 bílý věž · c1 bílý střelec · d1 bílý dáma · e1 bílý král · f1 bílý střelec · h1 bílý věž | a8 černý věž · c8 černý střelec · d8 černý dáma · e8 černý král · f8 černý střelec · g8 černý jezdec · h8 černý věž · a7 černý pěšec · b7 černý pěšec · d7 černý pěšec · f7 černý pěšec · g7 černý pěšec · h7 černý pěšec · d6 bílý pěšec · g6 černý jezdec · f4 bílý pěšec · c3 bílý jezdec · a2 bílý pěšec · b2 bílý pěšec · c2 bílý pěšec · g2 bílý pěšec · h2 bílý pěšec · a1 bílý věž · c1 bílý střelec · d1 bílý dáma · e1 bílý král · f1 bílý střelec · h1 bílý věž | a8 černý věž · c8 černý střelec · d8 černý dáma · e8 černý král · f8 černý střelec · g8 černý jezdec · h8 černý věž · a7 černý pěšec · b7 černý pěšec · d7 černý pěšec · f7 černý pěšec · g7 černý pěšec · h7 černý pěšec · d6 bílý pěšec · g6 černý jezdec · f4 bílý pěšec · c3 bílý jezdec · a2 bílý pěšec · b2 bílý pěšec · c2 bílý pěšec · g2 bílý pěšec · h2 bílý pěšec · a1 bílý věž · c1 bílý střelec · d1 bílý dáma · e1 bílý král · f1 bílý střelec · h1 bílý věž | a8 černý věž · c8 černý střelec · d8 černý dáma · e8 černý král · f8 černý střelec · g8 černý jezdec · h8 černý věž · a7 černý pěšec · b7 černý pěšec · d7 černý pěšec · f7 černý pěšec · g7 černý pěšec · h7 černý pěšec · d6 bílý pěšec · g6 černý jezdec · f4 bílý pěšec · c3 bílý jezdec · a2 bílý pěšec · b2 bílý pěšec · c2 bílý pěšec · g2 bílý pěšec · h2 bílý pěšec · a1 bílý věž · c1 bílý střelec · d1 bílý dáma · e1 bílý král · f1 bílý střelec · h1 bílý věž | 8 |
| 7 | a8 černý věž · c8 černý střelec · d8 černý dáma · e8 černý král · f8 černý střelec · g8 černý jezdec · h8 černý věž · a7 černý pěšec · b7 černý pěšec · d7 černý pěšec · f7 černý pěšec · g7 černý pěšec · h7 černý pěšec · d6 bílý pěšec · g6 černý jezdec · f4 bílý pěšec · c3 bílý jezdec · a2 bílý pěšec · b2 bílý pěšec · c2 bílý pěšec · g2 bílý pěšec · h2 bílý pěšec · a1 bílý věž · c1 bílý střelec · d1 bílý dáma · e1 bílý král · f1 bílý střelec · h1 bílý věž | a8 černý věž · c8 černý střelec · d8 černý dáma · e8 černý král · f8 černý střelec · g8 černý jezdec · h8 černý věž · a7 černý pěšec · b7 černý pěšec · d7 černý pěšec · f7 černý pěšec · g7 černý pěšec · h7 černý pěšec · d6 bílý pěšec · g6 černý jezdec · f4 bílý pěšec · c3 bílý jezdec · a2 bílý pěšec · b2 bílý pěšec · c2 bílý pěšec · g2 bílý pěšec · h2 bílý pěšec · a1 bílý věž · c1 bílý střelec · d1 bílý dáma · e1 bílý král · f1 bílý střelec · h1 bílý věž | a8 černý věž · c8 černý střelec · d8 černý dáma · e8 černý král · f8 černý střelec · g8 černý jezdec · h8 černý věž · a7 černý pěšec · b7 černý pěšec · d7 černý pěšec · f7 černý pěšec · g7 černý pěšec · h7 černý pěšec · d6 bílý pěšec · g6 černý jezdec · f4 bílý pěšec · c3 bílý jezdec · a2 bílý pěšec · b2 bílý pěšec · c2 bílý pěšec · g2 bílý pěšec · h2 bílý pěšec · a1 bílý věž · c1 bílý střelec · d1 bílý dáma · e1 bílý král · f1 bílý střelec · h1 bílý věž | a8 černý věž · c8 černý střelec · d8 černý dáma · e8 černý král · f8 černý střelec · g8 černý jezdec · h8 černý věž · a7 černý pěšec · b7 černý pěšec · d7 černý pěšec · f7 černý pěšec · g7 černý pěšec · h7 černý pěšec · d6 bílý pěšec · g6 černý jezdec · f4 bílý pěšec · c3 bílý jezdec · a2 bílý pěšec · b2 bílý pěšec · c2 bílý pěšec · g2 bílý pěšec · h2 bílý pěšec · a1 bílý věž · c1 bílý střelec · d1 bílý dáma · e1 bílý král · f1 bílý střelec · h1 bílý věž | a8 černý věž · c8 černý střelec · d8 černý dáma · e8 černý král · f8 černý střelec · g8 černý jezdec · h8 černý věž · a7 černý pěšec · b7 černý pěšec · d7 černý pěšec · f7 černý pěšec · g7 černý pěšec · h7 černý pěšec · d6 bílý pěšec · g6 černý jezdec · f4 bílý pěšec · c3 bílý jezdec · a2 bílý pěšec · b2 bílý pěšec · c2 bílý pěšec · g2 bílý pěšec · h2 bílý pěšec · a1 bílý věž · c1 bílý střelec · d1 bílý dáma · e1 bílý král · f1 bílý střelec · h1 bílý věž | a8 černý věž · c8 černý střelec · d8 černý dáma · e8 černý král · f8 černý střelec · g8 černý jezdec · h8 černý věž · a7 černý pěšec · b7 černý pěšec · d7 černý pěšec · f7 černý pěšec · g7 černý pěšec · h7 černý pěšec · d6 bílý pěšec · g6 černý jezdec · f4 bílý pěšec · c3 bílý jezdec · a2 bílý pěšec · b2 bílý pěšec · c2 bílý pěšec · g2 bílý pěšec · h2 bílý pěšec · a1 bílý věž · c1 bílý střelec · d1 bílý dáma · e1 bílý král · f1 bílý střelec · h1 bílý věž | a8 černý věž · c8 černý střelec · d8 černý dáma · e8 černý král · f8 černý střelec · g8 černý jezdec · h8 černý věž · a7 černý pěšec · b7 černý pěšec · d7 černý pěšec · f7 černý pěšec · g7 černý pěšec · h7 černý pěšec · d6 bílý pěšec · g6 černý jezdec · f4 bílý pěšec · c3 bílý jezdec · a2 bílý pěšec · b2 bílý pěšec · c2 bílý pěšec · g2 bílý pěšec · h2 bílý pěšec · a1 bílý věž · c1 bílý střelec · d1 bílý dáma · e1 bílý král · f1 bílý střelec · h1 bílý věž | a8 černý věž · c8 černý střelec · d8 černý dáma · e8 černý král · f8 černý střelec · g8 černý jezdec · h8 černý věž · a7 černý pěšec · b7 černý pěšec · d7 černý pěšec · f7 černý pěšec · g7 černý pěšec · h7 černý pěšec · d6 bílý pěšec · g6 černý jezdec · f4 bílý pěšec · c3 bílý jezdec · a2 bílý pěšec · b2 bílý pěšec · c2 bílý pěšec · g2 bílý pěšec · h2 bílý pěšec · a1 bílý věž · c1 bílý střelec · d1 bílý dáma · e1 bílý král · f1 bílý střelec · h1 bílý věž | 7 |
| 6 | a8 černý věž · c8 černý střelec · d8 černý dáma · e8 černý král · f8 černý střelec · g8 černý jezdec · h8 černý věž · a7 černý pěšec · b7 černý pěšec · d7 černý pěšec · f7 černý pěšec · g7 černý pěšec · h7 černý pěšec · d6 bílý pěšec · g6 černý jezdec · f4 bílý pěšec · c3 bílý jezdec · a2 bílý pěšec · b2 bílý pěšec · c2 bílý pěšec · g2 bílý pěšec · h2 bílý pěšec · a1 bílý věž · c1 bílý střelec · d1 bílý dáma · e1 bílý král · f1 bílý střelec · h1 bílý věž | a8 černý věž · c8 černý střelec · d8 černý dáma · e8 černý král · f8 černý střelec · g8 černý jezdec · h8 černý věž · a7 černý pěšec · b7 černý pěšec · d7 černý pěšec · f7 černý pěšec · g7 černý pěšec · h7 černý pěšec · d6 bílý pěšec · g6 černý jezdec · f4 bílý pěšec · c3 bílý jezdec · a2 bílý pěšec · b2 bílý pěšec · c2 bílý pěšec · g2 bílý pěšec · h2 bílý pěšec · a1 bílý věž · c1 bílý střelec · d1 bílý dáma · e1 bílý král · f1 bílý střelec · h1 bílý věž | a8 černý věž · c8 černý střelec · d8 černý dáma · e8 černý král · f8 černý střelec · g8 černý jezdec · h8 černý věž · a7 černý pěšec · b7 černý pěšec · d7 černý pěšec · f7 černý pěšec · g7 černý pěšec · h7 černý pěšec · d6 bílý pěšec · g6 černý jezdec · f4 bílý pěšec · c3 bílý jezdec · a2 bílý pěšec · b2 bílý pěšec · c2 bílý pěšec · g2 bílý pěšec · h2 bílý pěšec · a1 bílý věž · c1 bílý střelec · d1 bílý dáma · e1 bílý král · f1 bílý střelec · h1 bílý věž | a8 černý věž · c8 černý střelec · d8 černý dáma · e8 černý král · f8 černý střelec · g8 černý jezdec · h8 černý věž · a7 černý pěšec · b7 černý pěšec · d7 černý pěšec · f7 černý pěšec · g7 černý pěšec · h7 černý pěšec · d6 bílý pěšec · g6 černý jezdec · f4 bílý pěšec · c3 bílý jezdec · a2 bílý pěšec · b2 bílý pěšec · c2 bílý pěšec · g2 bílý pěšec · h2 bílý pěšec · a1 bílý věž · c1 bílý střelec · d1 bílý dáma · e1 bílý král · f1 bílý střelec · h1 bílý věž | a8 černý věž · c8 černý střelec · d8 černý dáma · e8 černý král · f8 černý střelec · g8 černý jezdec · h8 černý věž · a7 černý pěšec · b7 černý pěšec · d7 černý pěšec · f7 černý pěšec · g7 černý pěšec · h7 černý pěšec · d6 bílý pěšec · g6 černý jezdec · f4 bílý pěšec · c3 bílý jezdec · a2 bílý pěšec · b2 bílý pěšec · c2 bílý pěšec · g2 bílý pěšec · h2 bílý pěšec · a1 bílý věž · c1 bílý střelec · d1 bílý dáma · e1 bílý král · f1 bílý střelec · h1 bílý věž | a8 černý věž · c8 černý střelec · d8 černý dáma · e8 černý král · f8 černý střelec · g8 černý jezdec · h8 černý věž · a7 černý pěšec · b7 černý pěšec · d7 černý pěšec · f7 černý pěšec · g7 černý pěšec · h7 černý pěšec · d6 bílý pěšec · g6 černý jezdec · f4 bílý pěšec · c3 bílý jezdec · a2 bílý pěšec · b2 bílý pěšec · c2 bílý pěšec · g2 bílý pěšec · h2 bílý pěšec · a1 bílý věž · c1 bílý střelec · d1 bílý dáma · e1 bílý král · f1 bílý střelec · h1 bílý věž | a8 černý věž · c8 černý střelec · d8 černý dáma · e8 černý král · f8 černý střelec · g8 černý jezdec · h8 černý věž · a7 černý pěšec · b7 černý pěšec · d7 černý pěšec · f7 černý pěšec · g7 černý pěšec · h7 černý pěšec · d6 bílý pěšec · g6 černý jezdec · f4 bílý pěšec · c3 bílý jezdec · a2 bílý pěšec · b2 bílý pěšec · c2 bílý pěšec · g2 bílý pěšec · h2 bílý pěšec · a1 bílý věž · c1 bílý střelec · d1 bílý dáma · e1 bílý král · f1 bílý střelec · h1 bílý věž | a8 černý věž · c8 černý střelec · d8 černý dáma · e8 černý král · f8 černý střelec · g8 černý jezdec · h8 černý věž · a7 černý pěšec · b7 černý pěšec · d7 černý pěšec · f7 černý pěšec · g7 černý pěšec · h7 černý pěšec · d6 bílý pěšec · g6 černý jezdec · f4 bílý pěšec · c3 bílý jezdec · a2 bílý pěšec · b2 bílý pěšec · c2 bílý pěšec · g2 bílý pěšec · h2 bílý pěšec · a1 bílý věž · c1 bílý střelec · d1 bílý dáma · e1 bílý král · f1 bílý střelec · h1 bílý věž | 6 |
| 5 | a8 černý věž · c8 černý střelec · d8 černý dáma · e8 černý král · f8 černý střelec · g8 černý jezdec · h8 černý věž · a7 černý pěšec · b7 černý pěšec · d7 černý pěšec · f7 černý pěšec · g7 černý pěšec · h7 černý pěšec · d6 bílý pěšec · g6 černý jezdec · f4 bílý pěšec · c3 bílý jezdec · a2 bílý pěšec · b2 bílý pěšec · c2 bílý pěšec · g2 bílý pěšec · h2 bílý pěšec · a1 bílý věž · c1 bílý střelec · d1 bílý dáma · e1 bílý král · f1 bílý střelec · h1 bílý věž | a8 černý věž · c8 černý střelec · d8 černý dáma · e8 černý král · f8 černý střelec · g8 černý jezdec · h8 černý věž · a7 černý pěšec · b7 černý pěšec · d7 černý pěšec · f7 černý pěšec · g7 černý pěšec · h7 černý pěšec · d6 bílý pěšec · g6 černý jezdec · f4 bílý pěšec · c3 bílý jezdec · a2 bílý pěšec · b2 bílý pěšec · c2 bílý pěšec · g2 bílý pěšec · h2 bílý pěšec · a1 bílý věž · c1 bílý střelec · d1 bílý dáma · e1 bílý král · f1 bílý střelec · h1 bílý věž | a8 černý věž · c8 černý střelec · d8 černý dáma · e8 černý král · f8 černý střelec · g8 černý jezdec · h8 černý věž · a7 černý pěšec · b7 černý pěšec · d7 černý pěšec · f7 černý pěšec · g7 černý pěšec · h7 černý pěšec · d6 bílý pěšec · g6 černý jezdec · f4 bílý pěšec · c3 bílý jezdec · a2 bílý pěšec · b2 bílý pěšec · c2 bílý pěšec · g2 bílý pěšec · h2 bílý pěšec · a1 bílý věž · c1 bílý střelec · d1 bílý dáma · e1 bílý král · f1 bílý střelec · h1 bílý věž | a8 černý věž · c8 černý střelec · d8 černý dáma · e8 černý král · f8 černý střelec · g8 černý jezdec · h8 černý věž · a7 černý pěšec · b7 černý pěšec · d7 černý pěšec · f7 černý pěšec · g7 černý pěšec · h7 černý pěšec · d6 bílý pěšec · g6 černý jezdec · f4 bílý pěšec · c3 bílý jezdec · a2 bílý pěšec · b2 bílý pěšec · c2 bílý pěšec · g2 bílý pěšec · h2 bílý pěšec · a1 bílý věž · c1 bílý střelec · d1 bílý dáma · e1 bílý král · f1 bílý střelec · h1 bílý věž | a8 černý věž · c8 černý střelec · d8 černý dáma · e8 černý král · f8 černý střelec · g8 černý jezdec · h8 černý věž · a7 černý pěšec · b7 černý pěšec · d7 černý pěšec · f7 černý pěšec · g7 černý pěšec · h7 černý pěšec · d6 bílý pěšec · g6 černý jezdec · f4 bílý pěšec · c3 bílý jezdec · a2 bílý pěšec · b2 bílý pěšec · c2 bílý pěšec · g2 bílý pěšec · h2 bílý pěšec · a1 bílý věž · c1 bílý střelec · d1 bílý dáma · e1 bílý král · f1 bílý střelec · h1 bílý věž | a8 černý věž · c8 černý střelec · d8 černý dáma · e8 černý král · f8 černý střelec · g8 černý jezdec · h8 černý věž · a7 černý pěšec · b7 černý pěšec · d7 černý pěšec · f7 černý pěšec · g7 černý pěšec · h7 černý pěšec · d6 bílý pěšec · g6 černý jezdec · f4 bílý pěšec · c3 bílý jezdec · a2 bílý pěšec · b2 bílý pěšec · c2 bílý pěšec · g2 bílý pěšec · h2 bílý pěšec · a1 bílý věž · c1 bílý střelec · d1 bílý dáma · e1 bílý král · f1 bílý střelec · h1 bílý věž | a8 černý věž · c8 černý střelec · d8 černý dáma · e8 černý král · f8 černý střelec · g8 černý jezdec · h8 černý věž · a7 černý pěšec · b7 černý pěšec · d7 černý pěšec · f7 černý pěšec · g7 černý pěšec · h7 černý pěšec · d6 bílý pěšec · g6 černý jezdec · f4 bílý pěšec · c3 bílý jezdec · a2 bílý pěšec · b2 bílý pěšec · c2 bílý pěšec · g2 bílý pěšec · h2 bílý pěšec · a1 bílý věž · c1 bílý střelec · d1 bílý dáma · e1 bílý král · f1 bílý střelec · h1 bílý věž | a8 černý věž · c8 černý střelec · d8 černý dáma · e8 černý král · f8 černý střelec · g8 černý jezdec · h8 černý věž · a7 černý pěšec · b7 černý pěšec · d7 černý pěšec · f7 černý pěšec · g7 černý pěšec · h7 černý pěšec · d6 bílý pěšec · g6 černý jezdec · f4 bílý pěšec · c3 bílý jezdec · a2 bílý pěšec · b2 bílý pěšec · c2 bílý pěšec · g2 bílý pěšec · h2 bílý pěšec · a1 bílý věž · c1 bílý střelec · d1 bílý dáma · e1 bílý král · f1 bílý střelec · h1 bílý věž | 5 |
| 4 | a8 černý věž · c8 černý střelec · d8 černý dáma · e8 černý král · f8 černý střelec · g8 černý jezdec · h8 černý věž · a7 černý pěšec · b7 černý pěšec · d7 černý pěšec · f7 černý pěšec · g7 černý pěšec · h7 černý pěšec · d6 bílý pěšec · g6 černý jezdec · f4 bílý pěšec · c3 bílý jezdec · a2 bílý pěšec · b2 bílý pěšec · c2 bílý pěšec · g2 bílý pěšec · h2 bílý pěšec · a1 bílý věž · c1 bílý střelec · d1 bílý dáma · e1 bílý král · f1 bílý střelec · h1 bílý věž | a8 černý věž · c8 černý střelec · d8 černý dáma · e8 černý král · f8 černý střelec · g8 černý jezdec · h8 černý věž · a7 černý pěšec · b7 černý pěšec · d7 černý pěšec · f7 černý pěšec · g7 černý pěšec · h7 černý pěšec · d6 bílý pěšec · g6 černý jezdec · f4 bílý pěšec · c3 bílý jezdec · a2 bílý pěšec · b2 bílý pěšec · c2 bílý pěšec · g2 bílý pěšec · h2 bílý pěšec · a1 bílý věž · c1 bílý střelec · d1 bílý dáma · e1 bílý král · f1 bílý střelec · h1 bílý věž | a8 černý věž · c8 černý střelec · d8 černý dáma · e8 černý král · f8 černý střelec · g8 černý jezdec · h8 černý věž · a7 černý pěšec · b7 černý pěšec · d7 černý pěšec · f7 černý pěšec · g7 černý pěšec · h7 černý pěšec · d6 bílý pěšec · g6 černý jezdec · f4 bílý pěšec · c3 bílý jezdec · a2 bílý pěšec · b2 bílý pěšec · c2 bílý pěšec · g2 bílý pěšec · h2 bílý pěšec · a1 bílý věž · c1 bílý střelec · d1 bílý dáma · e1 bílý král · f1 bílý střelec · h1 bílý věž | a8 černý věž · c8 černý střelec · d8 černý dáma · e8 černý král · f8 černý střelec · g8 černý jezdec · h8 černý věž · a7 černý pěšec · b7 černý pěšec · d7 černý pěšec · f7 černý pěšec · g7 černý pěšec · h7 černý pěšec · d6 bílý pěšec · g6 černý jezdec · f4 bílý pěšec · c3 bílý jezdec · a2 bílý pěšec · b2 bílý pěšec · c2 bílý pěšec · g2 bílý pěšec · h2 bílý pěšec · a1 bílý věž · c1 bílý střelec · d1 bílý dáma · e1 bílý král · f1 bílý střelec · h1 bílý věž | a8 černý věž · c8 černý střelec · d8 černý dáma · e8 černý král · f8 černý střelec · g8 černý jezdec · h8 černý věž · a7 černý pěšec · b7 černý pěšec · d7 černý pěšec · f7 černý pěšec · g7 černý pěšec · h7 černý pěšec · d6 bílý pěšec · g6 černý jezdec · f4 bílý pěšec · c3 bílý jezdec · a2 bílý pěšec · b2 bílý pěšec · c2 bílý pěšec · g2 bílý pěšec · h2 bílý pěšec · a1 bílý věž · c1 bílý střelec · d1 bílý dáma · e1 bílý král · f1 bílý střelec · h1 bílý věž | a8 černý věž · c8 černý střelec · d8 černý dáma · e8 černý král · f8 černý střelec · g8 černý jezdec · h8 černý věž · a7 černý pěšec · b7 černý pěšec · d7 černý pěšec · f7 černý pěšec · g7 černý pěšec · h7 černý pěšec · d6 bílý pěšec · g6 černý jezdec · f4 bílý pěšec · c3 bílý jezdec · a2 bílý pěšec · b2 bílý pěšec · c2 bílý pěšec · g2 bílý pěšec · h2 bílý pěšec · a1 bílý věž · c1 bílý střelec · d1 bílý dáma · e1 bílý král · f1 bílý střelec · h1 bílý věž | a8 černý věž · c8 černý střelec · d8 černý dáma · e8 černý král · f8 černý střelec · g8 černý jezdec · h8 černý věž · a7 černý pěšec · b7 černý pěšec · d7 černý pěšec · f7 černý pěšec · g7 černý pěšec · h7 černý pěšec · d6 bílý pěšec · g6 černý jezdec · f4 bílý pěšec · c3 bílý jezdec · a2 bílý pěšec · b2 bílý pěšec · c2 bílý pěšec · g2 bílý pěšec · h2 bílý pěšec · a1 bílý věž · c1 bílý střelec · d1 bílý dáma · e1 bílý král · f1 bílý střelec · h1 bílý věž | a8 černý věž · c8 černý střelec · d8 černý dáma · e8 černý král · f8 černý střelec · g8 černý jezdec · h8 černý věž · a7 černý pěšec · b7 černý pěšec · d7 černý pěšec · f7 černý pěšec · g7 černý pěšec · h7 černý pěšec · d6 bílý pěšec · g6 černý jezdec · f4 bílý pěšec · c3 bílý jezdec · a2 bílý pěšec · b2 bílý pěšec · c2 bílý pěšec · g2 bílý pěšec · h2 bílý pěšec · a1 bílý věž · c1 bílý střelec · d1 bílý dáma · e1 bílý král · f1 bílý střelec · h1 bílý věž | 4 |
| 3 | a8 černý věž · c8 černý střelec · d8 černý dáma · e8 černý král · f8 černý střelec · g8 černý jezdec · h8 černý věž · a7 černý pěšec · b7 černý pěšec · d7 černý pěšec · f7 černý pěšec · g7 černý pěšec · h7 černý pěšec · d6 bílý pěšec · g6 černý jezdec · f4 bílý pěšec · c3 bílý jezdec · a2 bílý pěšec · b2 bílý pěšec · c2 bílý pěšec · g2 bílý pěšec · h2 bílý pěšec · a1 bílý věž · c1 bílý střelec · d1 bílý dáma · e1 bílý král · f1 bílý střelec · h1 bílý věž | a8 černý věž · c8 černý střelec · d8 černý dáma · e8 černý král · f8 černý střelec · g8 černý jezdec · h8 černý věž · a7 černý pěšec · b7 černý pěšec · d7 černý pěšec · f7 černý pěšec · g7 černý pěšec · h7 černý pěšec · d6 bílý pěšec · g6 černý jezdec · f4 bílý pěšec · c3 bílý jezdec · a2 bílý pěšec · b2 bílý pěšec · c2 bílý pěšec · g2 bílý pěšec · h2 bílý pěšec · a1 bílý věž · c1 bílý střelec · d1 bílý dáma · e1 bílý král · f1 bílý střelec · h1 bílý věž | a8 černý věž · c8 černý střelec · d8 černý dáma · e8 černý král · f8 černý střelec · g8 černý jezdec · h8 černý věž · a7 černý pěšec · b7 černý pěšec · d7 černý pěšec · f7 černý pěšec · g7 černý pěšec · h7 černý pěšec · d6 bílý pěšec · g6 černý jezdec · f4 bílý pěšec · c3 bílý jezdec · a2 bílý pěšec · b2 bílý pěšec · c2 bílý pěšec · g2 bílý pěšec · h2 bílý pěšec · a1 bílý věž · c1 bílý střelec · d1 bílý dáma · e1 bílý král · f1 bílý střelec · h1 bílý věž | a8 černý věž · c8 černý střelec · d8 černý dáma · e8 černý král · f8 černý střelec · g8 černý jezdec · h8 černý věž · a7 černý pěšec · b7 černý pěšec · d7 černý pěšec · f7 černý pěšec · g7 černý pěšec · h7 černý pěšec · d6 bílý pěšec · g6 černý jezdec · f4 bílý pěšec · c3 bílý jezdec · a2 bílý pěšec · b2 bílý pěšec · c2 bílý pěšec · g2 bílý pěšec · h2 bílý pěšec · a1 bílý věž · c1 bílý střelec · d1 bílý dáma · e1 bílý král · f1 bílý střelec · h1 bílý věž | a8 černý věž · c8 černý střelec · d8 černý dáma · e8 černý král · f8 černý střelec · g8 černý jezdec · h8 černý věž · a7 černý pěšec · b7 černý pěšec · d7 černý pěšec · f7 černý pěšec · g7 černý pěšec · h7 černý pěšec · d6 bílý pěšec · g6 černý jezdec · f4 bílý pěšec · c3 bílý jezdec · a2 bílý pěšec · b2 bílý pěšec · c2 bílý pěšec · g2 bílý pěšec · h2 bílý pěšec · a1 bílý věž · c1 bílý střelec · d1 bílý dáma · e1 bílý král · f1 bílý střelec · h1 bílý věž | a8 černý věž · c8 černý střelec · d8 černý dáma · e8 černý král · f8 černý střelec · g8 černý jezdec · h8 černý věž · a7 černý pěšec · b7 černý pěšec · d7 černý pěšec · f7 černý pěšec · g7 černý pěšec · h7 černý pěšec · d6 bílý pěšec · g6 černý jezdec · f4 bílý pěšec · c3 bílý jezdec · a2 bílý pěšec · b2 bílý pěšec · c2 bílý pěšec · g2 bílý pěšec · h2 bílý pěšec · a1 bílý věž · c1 bílý střelec · d1 bílý dáma · e1 bílý král · f1 bílý střelec · h1 bílý věž | a8 černý věž · c8 černý střelec · d8 černý dáma · e8 černý král · f8 černý střelec · g8 černý jezdec · h8 černý věž · a7 černý pěšec · b7 černý pěšec · d7 černý pěšec · f7 černý pěšec · g7 černý pěšec · h7 černý pěšec · d6 bílý pěšec · g6 černý jezdec · f4 bílý pěšec · c3 bílý jezdec · a2 bílý pěšec · b2 bílý pěšec · c2 bílý pěšec · g2 bílý pěšec · h2 bílý pěšec · a1 bílý věž · c1 bílý střelec · d1 bílý dáma · e1 bílý král · f1 bílý střelec · h1 bílý věž | a8 černý věž · c8 černý střelec · d8 černý dáma · e8 černý král · f8 černý střelec · g8 černý jezdec · h8 černý věž · a7 černý pěšec · b7 černý pěšec · d7 černý pěšec · f7 černý pěšec · g7 černý pěšec · h7 černý pěšec · d6 bílý pěšec · g6 černý jezdec · f4 bílý pěšec · c3 bílý jezdec · a2 bílý pěšec · b2 bílý pěšec · c2 bílý pěšec · g2 bílý pěšec · h2 bílý pěšec · a1 bílý věž · c1 bílý střelec · d1 bílý dáma · e1 bílý král · f1 bílý střelec · h1 bílý věž | 3 |
| 2 | a8 černý věž · c8 černý střelec · d8 černý dáma · e8 černý král · f8 černý střelec · g8 černý jezdec · h8 černý věž · a7 černý pěšec · b7 černý pěšec · d7 černý pěšec · f7 černý pěšec · g7 černý pěšec · h7 černý pěšec · d6 bílý pěšec · g6 černý jezdec · f4 bílý pěšec · c3 bílý jezdec · a2 bílý pěšec · b2 bílý pěšec · c2 bílý pěšec · g2 bílý pěšec · h2 bílý pěšec · a1 bílý věž · c1 bílý střelec · d1 bílý dáma · e1 bílý král · f1 bílý střelec · h1 bílý věž | a8 černý věž · c8 černý střelec · d8 černý dáma · e8 černý král · f8 černý střelec · g8 černý jezdec · h8 černý věž · a7 černý pěšec · b7 černý pěšec · d7 černý pěšec · f7 černý pěšec · g7 černý pěšec · h7 černý pěšec · d6 bílý pěšec · g6 černý jezdec · f4 bílý pěšec · c3 bílý jezdec · a2 bílý pěšec · b2 bílý pěšec · c2 bílý pěšec · g2 bílý pěšec · h2 bílý pěšec · a1 bílý věž · c1 bílý střelec · d1 bílý dáma · e1 bílý král · f1 bílý střelec · h1 bílý věž | a8 černý věž · c8 černý střelec · d8 černý dáma · e8 černý král · f8 černý střelec · g8 černý jezdec · h8 černý věž · a7 černý pěšec · b7 černý pěšec · d7 černý pěšec · f7 černý pěšec · g7 černý pěšec · h7 černý pěšec · d6 bílý pěšec · g6 černý jezdec · f4 bílý pěšec · c3 bílý jezdec · a2 bílý pěšec · b2 bílý pěšec · c2 bílý pěšec · g2 bílý pěšec · h2 bílý pěšec · a1 bílý věž · c1 bílý střelec · d1 bílý dáma · e1 bílý král · f1 bílý střelec · h1 bílý věž | a8 černý věž · c8 černý střelec · d8 černý dáma · e8 černý král · f8 černý střelec · g8 černý jezdec · h8 černý věž · a7 černý pěšec · b7 černý pěšec · d7 černý pěšec · f7 černý pěšec · g7 černý pěšec · h7 černý pěšec · d6 bílý pěšec · g6 černý jezdec · f4 bílý pěšec · c3 bílý jezdec · a2 bílý pěšec · b2 bílý pěšec · c2 bílý pěšec · g2 bílý pěšec · h2 bílý pěšec · a1 bílý věž · c1 bílý střelec · d1 bílý dáma · e1 bílý král · f1 bílý střelec · h1 bílý věž | a8 černý věž · c8 černý střelec · d8 černý dáma · e8 černý král · f8 černý střelec · g8 černý jezdec · h8 černý věž · a7 černý pěšec · b7 černý pěšec · d7 černý pěšec · f7 černý pěšec · g7 černý pěšec · h7 černý pěšec · d6 bílý pěšec · g6 černý jezdec · f4 bílý pěšec · c3 bílý jezdec · a2 bílý pěšec · b2 bílý pěšec · c2 bílý pěšec · g2 bílý pěšec · h2 bílý pěšec · a1 bílý věž · c1 bílý střelec · d1 bílý dáma · e1 bílý král · f1 bílý střelec · h1 bílý věž | a8 černý věž · c8 černý střelec · d8 černý dáma · e8 černý král · f8 černý střelec · g8 černý jezdec · h8 černý věž · a7 černý pěšec · b7 černý pěšec · d7 černý pěšec · f7 černý pěšec · g7 černý pěšec · h7 černý pěšec · d6 bílý pěšec · g6 černý jezdec · f4 bílý pěšec · c3 bílý jezdec · a2 bílý pěšec · b2 bílý pěšec · c2 bílý pěšec · g2 bílý pěšec · h2 bílý pěšec · a1 bílý věž · c1 bílý střelec · d1 bílý dáma · e1 bílý král · f1 bílý střelec · h1 bílý věž | a8 černý věž · c8 černý střelec · d8 černý dáma · e8 černý král · f8 černý střelec · g8 černý jezdec · h8 černý věž · a7 černý pěšec · b7 černý pěšec · d7 černý pěšec · f7 černý pěšec · g7 černý pěšec · h7 černý pěšec · d6 bílý pěšec · g6 černý jezdec · f4 bílý pěšec · c3 bílý jezdec · a2 bílý pěšec · b2 bílý pěšec · c2 bílý pěšec · g2 bílý pěšec · h2 bílý pěšec · a1 bílý věž · c1 bílý střelec · d1 bílý dáma · e1 bílý král · f1 bílý střelec · h1 bílý věž | a8 černý věž · c8 černý střelec · d8 černý dáma · e8 černý král · f8 černý střelec · g8 černý jezdec · h8 černý věž · a7 černý pěšec · b7 černý pěšec · d7 černý pěšec · f7 černý pěšec · g7 černý pěšec · h7 černý pěšec · d6 bílý pěšec · g6 černý jezdec · f4 bílý pěšec · c3 bílý jezdec · a2 bílý pěšec · b2 bílý pěšec · c2 bílý pěšec · g2 bílý pěšec · h2 bílý pěšec · a1 bílý věž · c1 bílý střelec · d1 bílý dáma · e1 bílý král · f1 bílý střelec · h1 bílý věž | 2 |
| 1 | a8 černý věž · c8 černý střelec · d8 černý dáma · e8 černý král · f8 černý střelec · g8 černý jezdec · h8 černý věž · a7 černý pěšec · b7 černý pěšec · d7 černý pěšec · f7 černý pěšec · g7 černý pěšec · h7 černý pěšec · d6 bílý pěšec · g6 černý jezdec · f4 bílý pěšec · c3 bílý jezdec · a2 bílý pěšec · b2 bílý pěšec · c2 bílý pěšec · g2 bílý pěšec · h2 bílý pěšec · a1 bílý věž · c1 bílý střelec · d1 bílý dáma · e1 bílý král · f1 bílý střelec · h1 bílý věž | a8 černý věž · c8 černý střelec · d8 černý dáma · e8 černý král · f8 černý střelec · g8 černý jezdec · h8 černý věž · a7 černý pěšec · b7 černý pěšec · d7 černý pěšec · f7 černý pěšec · g7 černý pěšec · h7 černý pěšec · d6 bílý pěšec · g6 černý jezdec · f4 bílý pěšec · c3 bílý jezdec · a2 bílý pěšec · b2 bílý pěšec · c2 bílý pěšec · g2 bílý pěšec · h2 bílý pěšec · a1 bílý věž · c1 bílý střelec · d1 bílý dáma · e1 bílý král · f1 bílý střelec · h1 bílý věž | a8 černý věž · c8 černý střelec · d8 černý dáma · e8 černý král · f8 černý střelec · g8 černý jezdec · h8 černý věž · a7 černý pěšec · b7 černý pěšec · d7 černý pěšec · f7 černý pěšec · g7 černý pěšec · h7 černý pěšec · d6 bílý pěšec · g6 černý jezdec · f4 bílý pěšec · c3 bílý jezdec · a2 bílý pěšec · b2 bílý pěšec · c2 bílý pěšec · g2 bílý pěšec · h2 bílý pěšec · a1 bílý věž · c1 bílý střelec · d1 bílý dáma · e1 bílý král · f1 bílý střelec · h1 bílý věž | a8 černý věž · c8 černý střelec · d8 černý dáma · e8 černý král · f8 černý střelec · g8 černý jezdec · h8 černý věž · a7 černý pěšec · b7 černý pěšec · d7 černý pěšec · f7 černý pěšec · g7 černý pěšec · h7 černý pěšec · d6 bílý pěšec · g6 černý jezdec · f4 bílý pěšec · c3 bílý jezdec · a2 bílý pěšec · b2 bílý pěšec · c2 bílý pěšec · g2 bílý pěšec · h2 bílý pěšec · a1 bílý věž · c1 bílý střelec · d1 bílý dáma · e1 bílý král · f1 bílý střelec · h1 bílý věž | a8 černý věž · c8 černý střelec · d8 černý dáma · e8 černý král · f8 černý střelec · g8 černý jezdec · h8 černý věž · a7 černý pěšec · b7 černý pěšec · d7 černý pěšec · f7 černý pěšec · g7 černý pěšec · h7 černý pěšec · d6 bílý pěšec · g6 černý jezdec · f4 bílý pěšec · c3 bílý jezdec · a2 bílý pěšec · b2 bílý pěšec · c2 bílý pěšec · g2 bílý pěšec · h2 bílý pěšec · a1 bílý věž · c1 bílý střelec · d1 bílý dáma · e1 bílý král · f1 bílý střelec · h1 bílý věž | a8 černý věž · c8 černý střelec · d8 černý dáma · e8 černý král · f8 černý střelec · g8 černý jezdec · h8 černý věž · a7 černý pěšec · b7 černý pěšec · d7 černý pěšec · f7 černý pěšec · g7 černý pěšec · h7 černý pěšec · d6 bílý pěšec · g6 černý jezdec · f4 bílý pěšec · c3 bílý jezdec · a2 bílý pěšec · b2 bílý pěšec · c2 bílý pěšec · g2 bílý pěšec · h2 bílý pěšec · a1 bílý věž · c1 bílý střelec · d1 bílý dáma · e1 bílý král · f1 bílý střelec · h1 bílý věž | a8 černý věž · c8 černý střelec · d8 černý dáma · e8 černý král · f8 černý střelec · g8 černý jezdec · h8 černý věž · a7 černý pěšec · b7 černý pěšec · d7 černý pěšec · f7 černý pěšec · g7 černý pěšec · h7 černý pěšec · d6 bílý pěšec · g6 černý jezdec · f4 bílý pěšec · c3 bílý jezdec · a2 bílý pěšec · b2 bílý pěšec · c2 bílý pěšec · g2 bílý pěšec · h2 bílý pěšec · a1 bílý věž · c1 bílý střelec · d1 bílý dáma · e1 bílý král · f1 bílý střelec · h1 bílý věž | a8 černý věž · c8 černý střelec · d8 černý dáma · e8 černý král · f8 černý střelec · g8 černý jezdec · h8 černý věž · a7 černý pěšec · b7 černý pěšec · d7 černý pěšec · f7 černý pěšec · g7 černý pěšec · h7 černý pěšec · d6 bílý pěšec · g6 černý jezdec · f4 bílý pěšec · c3 bílý jezdec · a2 bílý pěšec · b2 bílý pěšec · c2 bílý pěšec · g2 bílý pěšec · h2 bílý pěšec · a1 bílý věž · c1 bílý střelec · d1 bílý dáma · e1 bílý král · f1 bílý střelec · h1 bílý věž | 1 |
|   | a | b | c | d | e | f | g | h |   |

Po 6... Je5, bílí opět napadají jezdce tahem 7. f4 a po 7... Jg6 hra obvykle pokračuje 8. e5 Jg8 9.d6 cxd6 10. exd6 (viz diagram). V tomto případě je útok bílého velmi nebezpečný a v praktické hře má šance na výhru, přičemž hrozbu Jb5-c7 je velmi obtížné bránit. Přesná obrana může teoreticky zachovat černému materiální výhodu, ale bílý dosáhl svých cílů v zahájení.

### Pinského 6... Sb4
|   | a | b | c | d | e | f | g | h |   |
| 8 | a8 černý věž · c8 černý střelec · d8 černý dáma · e8 černý král · h8 černý věž · a7 černý pěšec · b7 černý pěšec · c7 černý pěšec · d7 černý pěšec · f7 černý pěšec · g7 černý pěšec · h7 černý pěšec · c6 černý jezdec · f6 černý jezdec · d5 bílý pěšec · b4 černý střelec · e4 bílý pěšec · c3 bílý jezdec · a2 bílý pěšec · b2 bílý pěšec · c2 bílý pěšec · f2 bílý pěšec · g2 bílý pěšec · h2 bílý pěšec · a1 bílý věž · c1 bílý střelec · d1 bílý dáma · e1 bílý král · f1 bílý střelec · h1 bílý věž | a8 černý věž · c8 černý střelec · d8 černý dáma · e8 černý král · h8 černý věž · a7 černý pěšec · b7 černý pěšec · c7 černý pěšec · d7 černý pěšec · f7 černý pěšec · g7 černý pěšec · h7 černý pěšec · c6 černý jezdec · f6 černý jezdec · d5 bílý pěšec · b4 černý střelec · e4 bílý pěšec · c3 bílý jezdec · a2 bílý pěšec · b2 bílý pěšec · c2 bílý pěšec · f2 bílý pěšec · g2 bílý pěšec · h2 bílý pěšec · a1 bílý věž · c1 bílý střelec · d1 bílý dáma · e1 bílý král · f1 bílý střelec · h1 bílý věž | a8 černý věž · c8 černý střelec · d8 černý dáma · e8 černý král · h8 černý věž · a7 černý pěšec · b7 černý pěšec · c7 černý pěšec · d7 černý pěšec · f7 černý pěšec · g7 černý pěšec · h7 černý pěšec · c6 černý jezdec · f6 černý jezdec · d5 bílý pěšec · b4 černý střelec · e4 bílý pěšec · c3 bílý jezdec · a2 bílý pěšec · b2 bílý pěšec · c2 bílý pěšec · f2 bílý pěšec · g2 bílý pěšec · h2 bílý pěšec · a1 bílý věž · c1 bílý střelec · d1 bílý dáma · e1 bílý král · f1 bílý střelec · h1 bílý věž | a8 černý věž · c8 černý střelec · d8 černý dáma · e8 černý král · h8 černý věž · a7 černý pěšec · b7 černý pěšec · c7 černý pěšec · d7 černý pěšec · f7 černý pěšec · g7 černý pěšec · h7 černý pěšec · c6 černý jezdec · f6 černý jezdec · d5 bílý pěšec · b4 černý střelec · e4 bílý pěšec · c3 bílý jezdec · a2 bílý pěšec · b2 bílý pěšec · c2 bílý pěšec · f2 bílý pěšec · g2 bílý pěšec · h2 bílý pěšec · a1 bílý věž · c1 bílý střelec · d1 bílý dáma · e1 bílý král · f1 bílý střelec · h1 bílý věž | a8 černý věž · c8 černý střelec · d8 černý dáma · e8 černý král · h8 černý věž · a7 černý pěšec · b7 černý pěšec · c7 černý pěšec · d7 černý pěšec · f7 černý pěšec · g7 černý pěšec · h7 černý pěšec · c6 černý jezdec · f6 černý jezdec · d5 bílý pěšec · b4 černý střelec · e4 bílý pěšec · c3 bílý jezdec · a2 bílý pěšec · b2 bílý pěšec · c2 bílý pěšec · f2 bílý pěšec · g2 bílý pěšec · h2 bílý pěšec · a1 bílý věž · c1 bílý střelec · d1 bílý dáma · e1 bílý král · f1 bílý střelec · h1 bílý věž | a8 černý věž · c8 černý střelec · d8 černý dáma · e8 černý král · h8 černý věž · a7 černý pěšec · b7 černý pěšec · c7 černý pěšec · d7 černý pěšec · f7 černý pěšec · g7 černý pěšec · h7 černý pěšec · c6 černý jezdec · f6 černý jezdec · d5 bílý pěšec · b4 černý střelec · e4 bílý pěšec · c3 bílý jezdec · a2 bílý pěšec · b2 bílý pěšec · c2 bílý pěšec · f2 bílý pěšec · g2 bílý pěšec · h2 bílý pěšec · a1 bílý věž · c1 bílý střelec · d1 bílý dáma · e1 bílý král · f1 bílý střelec · h1 bílý věž | a8 černý věž · c8 černý střelec · d8 černý dáma · e8 černý král · h8 černý věž · a7 černý pěšec · b7 černý pěšec · c7 černý pěšec · d7 černý pěšec · f7 černý pěšec · g7 černý pěšec · h7 černý pěšec · c6 černý jezdec · f6 černý jezdec · d5 bílý pěšec · b4 černý střelec · e4 bílý pěšec · c3 bílý jezdec · a2 bílý pěšec · b2 bílý pěšec · c2 bílý pěšec · f2 bílý pěšec · g2 bílý pěšec · h2 bílý pěšec · a1 bílý věž · c1 bílý střelec · d1 bílý dáma · e1 bílý král · f1 bílý střelec · h1 bílý věž | a8 černý věž · c8 černý střelec · d8 černý dáma · e8 černý král · h8 černý věž · a7 černý pěšec · b7 černý pěšec · c7 černý pěšec · d7 černý pěšec · f7 černý pěšec · g7 černý pěšec · h7 černý pěšec · c6 černý jezdec · f6 černý jezdec · d5 bílý pěšec · b4 černý střelec · e4 bílý pěšec · c3 bílý jezdec · a2 bílý pěšec · b2 bílý pěšec · c2 bílý pěšec · f2 bílý pěšec · g2 bílý pěšec · h2 bílý pěšec · a1 bílý věž · c1 bílý střelec · d1 bílý dáma · e1 bílý král · f1 bílý střelec · h1 bílý věž | 8 |
| 7 | a8 černý věž · c8 černý střelec · d8 černý dáma · e8 černý král · h8 černý věž · a7 černý pěšec · b7 černý pěšec · c7 černý pěšec · d7 černý pěšec · f7 černý pěšec · g7 černý pěšec · h7 černý pěšec · c6 černý jezdec · f6 černý jezdec · d5 bílý pěšec · b4 černý střelec · e4 bílý pěšec · c3 bílý jezdec · a2 bílý pěšec · b2 bílý pěšec · c2 bílý pěšec · f2 bílý pěšec · g2 bílý pěšec · h2 bílý pěšec · a1 bílý věž · c1 bílý střelec · d1 bílý dáma · e1 bílý král · f1 bílý střelec · h1 bílý věž | a8 černý věž · c8 černý střelec · d8 černý dáma · e8 černý král · h8 černý věž · a7 černý pěšec · b7 černý pěšec · c7 černý pěšec · d7 černý pěšec · f7 černý pěšec · g7 černý pěšec · h7 černý pěšec · c6 černý jezdec · f6 černý jezdec · d5 bílý pěšec · b4 černý střelec · e4 bílý pěšec · c3 bílý jezdec · a2 bílý pěšec · b2 bílý pěšec · c2 bílý pěšec · f2 bílý pěšec · g2 bílý pěšec · h2 bílý pěšec · a1 bílý věž · c1 bílý střelec · d1 bílý dáma · e1 bílý král · f1 bílý střelec · h1 bílý věž | a8 černý věž · c8 černý střelec · d8 černý dáma · e8 černý král · h8 černý věž · a7 černý pěšec · b7 černý pěšec · c7 černý pěšec · d7 černý pěšec · f7 černý pěšec · g7 černý pěšec · h7 černý pěšec · c6 černý jezdec · f6 černý jezdec · d5 bílý pěšec · b4 černý střelec · e4 bílý pěšec · c3 bílý jezdec · a2 bílý pěšec · b2 bílý pěšec · c2 bílý pěšec · f2 bílý pěšec · g2 bílý pěšec · h2 bílý pěšec · a1 bílý věž · c1 bílý střelec · d1 bílý dáma · e1 bílý král · f1 bílý střelec · h1 bílý věž | a8 černý věž · c8 černý střelec · d8 černý dáma · e8 černý král · h8 černý věž · a7 černý pěšec · b7 černý pěšec · c7 černý pěšec · d7 černý pěšec · f7 černý pěšec · g7 černý pěšec · h7 černý pěšec · c6 černý jezdec · f6 černý jezdec · d5 bílý pěšec · b4 černý střelec · e4 bílý pěšec · c3 bílý jezdec · a2 bílý pěšec · b2 bílý pěšec · c2 bílý pěšec · f2 bílý pěšec · g2 bílý pěšec · h2 bílý pěšec · a1 bílý věž · c1 bílý střelec · d1 bílý dáma · e1 bílý král · f1 bílý střelec · h1 bílý věž | a8 černý věž · c8 černý střelec · d8 černý dáma · e8 černý král · h8 černý věž · a7 černý pěšec · b7 černý pěšec · c7 černý pěšec · d7 černý pěšec · f7 černý pěšec · g7 černý pěšec · h7 černý pěšec · c6 černý jezdec · f6 černý jezdec · d5 bílý pěšec · b4 černý střelec · e4 bílý pěšec · c3 bílý jezdec · a2 bílý pěšec · b2 bílý pěšec · c2 bílý pěšec · f2 bílý pěšec · g2 bílý pěšec · h2 bílý pěšec · a1 bílý věž · c1 bílý střelec · d1 bílý dáma · e1 bílý král · f1 bílý střelec · h1 bílý věž | a8 černý věž · c8 černý střelec · d8 černý dáma · e8 černý král · h8 černý věž · a7 černý pěšec · b7 černý pěšec · c7 černý pěšec · d7 černý pěšec · f7 černý pěšec · g7 černý pěšec · h7 černý pěšec · c6 černý jezdec · f6 černý jezdec · d5 bílý pěšec · b4 černý střelec · e4 bílý pěšec · c3 bílý jezdec · a2 bílý pěšec · b2 bílý pěšec · c2 bílý pěšec · f2 bílý pěšec · g2 bílý pěšec · h2 bílý pěšec · a1 bílý věž · c1 bílý střelec · d1 bílý dáma · e1 bílý král · f1 bílý střelec · h1 bílý věž | a8 černý věž · c8 černý střelec · d8 černý dáma · e8 černý král · h8 černý věž · a7 černý pěšec · b7 černý pěšec · c7 černý pěšec · d7 černý pěšec · f7 černý pěšec · g7 černý pěšec · h7 černý pěšec · c6 černý jezdec · f6 černý jezdec · d5 bílý pěšec · b4 černý střelec · e4 bílý pěšec · c3 bílý jezdec · a2 bílý pěšec · b2 bílý pěšec · c2 bílý pěšec · f2 bílý pěšec · g2 bílý pěšec · h2 bílý pěšec · a1 bílý věž · c1 bílý střelec · d1 bílý dáma · e1 bílý král · f1 bílý střelec · h1 bílý věž | a8 černý věž · c8 černý střelec · d8 černý dáma · e8 černý král · h8 černý věž · a7 černý pěšec · b7 černý pěšec · c7 černý pěšec · d7 černý pěšec · f7 černý pěšec · g7 černý pěšec · h7 černý pěšec · c6 černý jezdec · f6 černý jezdec · d5 bílý pěšec · b4 černý střelec · e4 bílý pěšec · c3 bílý jezdec · a2 bílý pěšec · b2 bílý pěšec · c2 bílý pěšec · f2 bílý pěšec · g2 bílý pěšec · h2 bílý pěšec · a1 bílý věž · c1 bílý střelec · d1 bílý dáma · e1 bílý král · f1 bílý střelec · h1 bílý věž | 7 |
| 6 | a8 černý věž · c8 černý střelec · d8 černý dáma · e8 černý král · h8 černý věž · a7 černý pěšec · b7 černý pěšec · c7 černý pěšec · d7 černý pěšec · f7 černý pěšec · g7 černý pěšec · h7 černý pěšec · c6 černý jezdec · f6 černý jezdec · d5 bílý pěšec · b4 černý střelec · e4 bílý pěšec · c3 bílý jezdec · a2 bílý pěšec · b2 bílý pěšec · c2 bílý pěšec · f2 bílý pěšec · g2 bílý pěšec · h2 bílý pěšec · a1 bílý věž · c1 bílý střelec · d1 bílý dáma · e1 bílý král · f1 bílý střelec · h1 bílý věž | a8 černý věž · c8 černý střelec · d8 černý dáma · e8 černý král · h8 černý věž · a7 černý pěšec · b7 černý pěšec · c7 černý pěšec · d7 černý pěšec · f7 černý pěšec · g7 černý pěšec · h7 černý pěšec · c6 černý jezdec · f6 černý jezdec · d5 bílý pěšec · b4 černý střelec · e4 bílý pěšec · c3 bílý jezdec · a2 bílý pěšec · b2 bílý pěšec · c2 bílý pěšec · f2 bílý pěšec · g2 bílý pěšec · h2 bílý pěšec · a1 bílý věž · c1 bílý střelec · d1 bílý dáma · e1 bílý král · f1 bílý střelec · h1 bílý věž | a8 černý věž · c8 černý střelec · d8 černý dáma · e8 černý král · h8 černý věž · a7 černý pěšec · b7 černý pěšec · c7 černý pěšec · d7 černý pěšec · f7 černý pěšec · g7 černý pěšec · h7 černý pěšec · c6 černý jezdec · f6 černý jezdec · d5 bílý pěšec · b4 černý střelec · e4 bílý pěšec · c3 bílý jezdec · a2 bílý pěšec · b2 bílý pěšec · c2 bílý pěšec · f2 bílý pěšec · g2 bílý pěšec · h2 bílý pěšec · a1 bílý věž · c1 bílý střelec · d1 bílý dáma · e1 bílý král · f1 bílý střelec · h1 bílý věž | a8 černý věž · c8 černý střelec · d8 černý dáma · e8 černý král · h8 černý věž · a7 černý pěšec · b7 černý pěšec · c7 černý pěšec · d7 černý pěšec · f7 černý pěšec · g7 černý pěšec · h7 černý pěšec · c6 černý jezdec · f6 černý jezdec · d5 bílý pěšec · b4 černý střelec · e4 bílý pěšec · c3 bílý jezdec · a2 bílý pěšec · b2 bílý pěšec · c2 bílý pěšec · f2 bílý pěšec · g2 bílý pěšec · h2 bílý pěšec · a1 bílý věž · c1 bílý střelec · d1 bílý dáma · e1 bílý král · f1 bílý střelec · h1 bílý věž | a8 černý věž · c8 černý střelec · d8 černý dáma · e8 černý král · h8 černý věž · a7 černý pěšec · b7 černý pěšec · c7 černý pěšec · d7 černý pěšec · f7 černý pěšec · g7 černý pěšec · h7 černý pěšec · c6 černý jezdec · f6 černý jezdec · d5 bílý pěšec · b4 černý střelec · e4 bílý pěšec · c3 bílý jezdec · a2 bílý pěšec · b2 bílý pěšec · c2 bílý pěšec · f2 bílý pěšec · g2 bílý pěšec · h2 bílý pěšec · a1 bílý věž · c1 bílý střelec · d1 bílý dáma · e1 bílý král · f1 bílý střelec · h1 bílý věž | a8 černý věž · c8 černý střelec · d8 černý dáma · e8 černý král · h8 černý věž · a7 černý pěšec · b7 černý pěšec · c7 černý pěšec · d7 černý pěšec · f7 černý pěšec · g7 černý pěšec · h7 černý pěšec · c6 černý jezdec · f6 černý jezdec · d5 bílý pěšec · b4 černý střelec · e4 bílý pěšec · c3 bílý jezdec · a2 bílý pěšec · b2 bílý pěšec · c2 bílý pěšec · f2 bílý pěšec · g2 bílý pěšec · h2 bílý pěšec · a1 bílý věž · c1 bílý střelec · d1 bílý dáma · e1 bílý král · f1 bílý střelec · h1 bílý věž | a8 černý věž · c8 černý střelec · d8 černý dáma · e8 černý král · h8 černý věž · a7 černý pěšec · b7 černý pěšec · c7 černý pěšec · d7 černý pěšec · f7 černý pěšec · g7 černý pěšec · h7 černý pěšec · c6 černý jezdec · f6 černý jezdec · d5 bílý pěšec · b4 černý střelec · e4 bílý pěšec · c3 bílý jezdec · a2 bílý pěšec · b2 bílý pěšec · c2 bílý pěšec · f2 bílý pěšec · g2 bílý pěšec · h2 bílý pěšec · a1 bílý věž · c1 bílý střelec · d1 bílý dáma · e1 bílý král · f1 bílý střelec · h1 bílý věž | a8 černý věž · c8 černý střelec · d8 černý dáma · e8 černý král · h8 černý věž · a7 černý pěšec · b7 černý pěšec · c7 černý pěšec · d7 černý pěšec · f7 černý pěšec · g7 černý pěšec · h7 černý pěšec · c6 černý jezdec · f6 černý jezdec · d5 bílý pěšec · b4 černý střelec · e4 bílý pěšec · c3 bílý jezdec · a2 bílý pěšec · b2 bílý pěšec · c2 bílý pěšec · f2 bílý pěšec · g2 bílý pěšec · h2 bílý pěšec · a1 bílý věž · c1 bílý střelec · d1 bílý dáma · e1 bílý král · f1 bílý střelec · h1 bílý věž | 6 |
| 5 | a8 černý věž · c8 černý střelec · d8 černý dáma · e8 černý král · h8 černý věž · a7 černý pěšec · b7 černý pěšec · c7 černý pěšec · d7 černý pěšec · f7 černý pěšec · g7 černý pěšec · h7 černý pěšec · c6 černý jezdec · f6 černý jezdec · d5 bílý pěšec · b4 černý střelec · e4 bílý pěšec · c3 bílý jezdec · a2 bílý pěšec · b2 bílý pěšec · c2 bílý pěšec · f2 bílý pěšec · g2 bílý pěšec · h2 bílý pěšec · a1 bílý věž · c1 bílý střelec · d1 bílý dáma · e1 bílý král · f1 bílý střelec · h1 bílý věž | a8 černý věž · c8 černý střelec · d8 černý dáma · e8 černý král · h8 černý věž · a7 černý pěšec · b7 černý pěšec · c7 černý pěšec · d7 černý pěšec · f7 černý pěšec · g7 černý pěšec · h7 černý pěšec · c6 černý jezdec · f6 černý jezdec · d5 bílý pěšec · b4 černý střelec · e4 bílý pěšec · c3 bílý jezdec · a2 bílý pěšec · b2 bílý pěšec · c2 bílý pěšec · f2 bílý pěšec · g2 bílý pěšec · h2 bílý pěšec · a1 bílý věž · c1 bílý střelec · d1 bílý dáma · e1 bílý král · f1 bílý střelec · h1 bílý věž | a8 černý věž · c8 černý střelec · d8 černý dáma · e8 černý král · h8 černý věž · a7 černý pěšec · b7 černý pěšec · c7 černý pěšec · d7 černý pěšec · f7 černý pěšec · g7 černý pěšec · h7 černý pěšec · c6 černý jezdec · f6 černý jezdec · d5 bílý pěšec · b4 černý střelec · e4 bílý pěšec · c3 bílý jezdec · a2 bílý pěšec · b2 bílý pěšec · c2 bílý pěšec · f2 bílý pěšec · g2 bílý pěšec · h2 bílý pěšec · a1 bílý věž · c1 bílý střelec · d1 bílý dáma · e1 bílý král · f1 bílý střelec · h1 bílý věž | a8 černý věž · c8 černý střelec · d8 černý dáma · e8 černý král · h8 černý věž · a7 černý pěšec · b7 černý pěšec · c7 černý pěšec · d7 černý pěšec · f7 černý pěšec · g7 černý pěšec · h7 černý pěšec · c6 černý jezdec · f6 černý jezdec · d5 bílý pěšec · b4 černý střelec · e4 bílý pěšec · c3 bílý jezdec · a2 bílý pěšec · b2 bílý pěšec · c2 bílý pěšec · f2 bílý pěšec · g2 bílý pěšec · h2 bílý pěšec · a1 bílý věž · c1 bílý střelec · d1 bílý dáma · e1 bílý král · f1 bílý střelec · h1 bílý věž | a8 černý věž · c8 černý střelec · d8 černý dáma · e8 černý král · h8 černý věž · a7 černý pěšec · b7 černý pěšec · c7 černý pěšec · d7 černý pěšec · f7 černý pěšec · g7 černý pěšec · h7 černý pěšec · c6 černý jezdec · f6 černý jezdec · d5 bílý pěšec · b4 černý střelec · e4 bílý pěšec · c3 bílý jezdec · a2 bílý pěšec · b2 bílý pěšec · c2 bílý pěšec · f2 bílý pěšec · g2 bílý pěšec · h2 bílý pěšec · a1 bílý věž · c1 bílý střelec · d1 bílý dáma · e1 bílý král · f1 bílý střelec · h1 bílý věž | a8 černý věž · c8 černý střelec · d8 černý dáma · e8 černý král · h8 černý věž · a7 černý pěšec · b7 černý pěšec · c7 černý pěšec · d7 černý pěšec · f7 černý pěšec · g7 černý pěšec · h7 černý pěšec · c6 černý jezdec · f6 černý jezdec · d5 bílý pěšec · b4 černý střelec · e4 bílý pěšec · c3 bílý jezdec · a2 bílý pěšec · b2 bílý pěšec · c2 bílý pěšec · f2 bílý pěšec · g2 bílý pěšec · h2 bílý pěšec · a1 bílý věž · c1 bílý střelec · d1 bílý dáma · e1 bílý král · f1 bílý střelec · h1 bílý věž | a8 černý věž · c8 černý střelec · d8 černý dáma · e8 černý král · h8 černý věž · a7 černý pěšec · b7 černý pěšec · c7 černý pěšec · d7 černý pěšec · f7 černý pěšec · g7 černý pěšec · h7 černý pěšec · c6 černý jezdec · f6 černý jezdec · d5 bílý pěšec · b4 černý střelec · e4 bílý pěšec · c3 bílý jezdec · a2 bílý pěšec · b2 bílý pěšec · c2 bílý pěšec · f2 bílý pěšec · g2 bílý pěšec · h2 bílý pěšec · a1 bílý věž · c1 bílý střelec · d1 bílý dáma · e1 bílý král · f1 bílý střelec · h1 bílý věž | a8 černý věž · c8 černý střelec · d8 černý dáma · e8 černý král · h8 černý věž · a7 černý pěšec · b7 černý pěšec · c7 černý pěšec · d7 černý pěšec · f7 černý pěšec · g7 černý pěšec · h7 černý pěšec · c6 černý jezdec · f6 černý jezdec · d5 bílý pěšec · b4 černý střelec · e4 bílý pěšec · c3 bílý jezdec · a2 bílý pěšec · b2 bílý pěšec · c2 bílý pěšec · f2 bílý pěšec · g2 bílý pěšec · h2 bílý pěšec · a1 bílý věž · c1 bílý střelec · d1 bílý dáma · e1 bílý král · f1 bílý střelec · h1 bílý věž | 5 |
| 4 | a8 černý věž · c8 černý střelec · d8 černý dáma · e8 černý král · h8 černý věž · a7 černý pěšec · b7 černý pěšec · c7 černý pěšec · d7 černý pěšec · f7 černý pěšec · g7 černý pěšec · h7 černý pěšec · c6 černý jezdec · f6 černý jezdec · d5 bílý pěšec · b4 černý střelec · e4 bílý pěšec · c3 bílý jezdec · a2 bílý pěšec · b2 bílý pěšec · c2 bílý pěšec · f2 bílý pěšec · g2 bílý pěšec · h2 bílý pěšec · a1 bílý věž · c1 bílý střelec · d1 bílý dáma · e1 bílý král · f1 bílý střelec · h1 bílý věž | a8 černý věž · c8 černý střelec · d8 černý dáma · e8 černý král · h8 černý věž · a7 černý pěšec · b7 černý pěšec · c7 černý pěšec · d7 černý pěšec · f7 černý pěšec · g7 černý pěšec · h7 černý pěšec · c6 černý jezdec · f6 černý jezdec · d5 bílý pěšec · b4 černý střelec · e4 bílý pěšec · c3 bílý jezdec · a2 bílý pěšec · b2 bílý pěšec · c2 bílý pěšec · f2 bílý pěšec · g2 bílý pěšec · h2 bílý pěšec · a1 bílý věž · c1 bílý střelec · d1 bílý dáma · e1 bílý král · f1 bílý střelec · h1 bílý věž | a8 černý věž · c8 černý střelec · d8 černý dáma · e8 černý král · h8 černý věž · a7 černý pěšec · b7 černý pěšec · c7 černý pěšec · d7 černý pěšec · f7 černý pěšec · g7 černý pěšec · h7 černý pěšec · c6 černý jezdec · f6 černý jezdec · d5 bílý pěšec · b4 černý střelec · e4 bílý pěšec · c3 bílý jezdec · a2 bílý pěšec · b2 bílý pěšec · c2 bílý pěšec · f2 bílý pěšec · g2 bílý pěšec · h2 bílý pěšec · a1 bílý věž · c1 bílý střelec · d1 bílý dáma · e1 bílý král · f1 bílý střelec · h1 bílý věž | a8 černý věž · c8 černý střelec · d8 černý dáma · e8 černý král · h8 černý věž · a7 černý pěšec · b7 černý pěšec · c7 černý pěšec · d7 černý pěšec · f7 černý pěšec · g7 černý pěšec · h7 černý pěšec · c6 černý jezdec · f6 černý jezdec · d5 bílý pěšec · b4 černý střelec · e4 bílý pěšec · c3 bílý jezdec · a2 bílý pěšec · b2 bílý pěšec · c2 bílý pěšec · f2 bílý pěšec · g2 bílý pěšec · h2 bílý pěšec · a1 bílý věž · c1 bílý střelec · d1 bílý dáma · e1 bílý král · f1 bílý střelec · h1 bílý věž | a8 černý věž · c8 černý střelec · d8 černý dáma · e8 černý král · h8 černý věž · a7 černý pěšec · b7 černý pěšec · c7 černý pěšec · d7 černý pěšec · f7 černý pěšec · g7 černý pěšec · h7 černý pěšec · c6 černý jezdec · f6 černý jezdec · d5 bílý pěšec · b4 černý střelec · e4 bílý pěšec · c3 bílý jezdec · a2 bílý pěšec · b2 bílý pěšec · c2 bílý pěšec · f2 bílý pěšec · g2 bílý pěšec · h2 bílý pěšec · a1 bílý věž · c1 bílý střelec · d1 bílý dáma · e1 bílý král · f1 bílý střelec · h1 bílý věž | a8 černý věž · c8 černý střelec · d8 černý dáma · e8 černý král · h8 černý věž · a7 černý pěšec · b7 černý pěšec · c7 černý pěšec · d7 černý pěšec · f7 černý pěšec · g7 černý pěšec · h7 černý pěšec · c6 černý jezdec · f6 černý jezdec · d5 bílý pěšec · b4 černý střelec · e4 bílý pěšec · c3 bílý jezdec · a2 bílý pěšec · b2 bílý pěšec · c2 bílý pěšec · f2 bílý pěšec · g2 bílý pěšec · h2 bílý pěšec · a1 bílý věž · c1 bílý střelec · d1 bílý dáma · e1 bílý král · f1 bílý střelec · h1 bílý věž | a8 černý věž · c8 černý střelec · d8 černý dáma · e8 černý král · h8 černý věž · a7 černý pěšec · b7 černý pěšec · c7 černý pěšec · d7 černý pěšec · f7 černý pěšec · g7 černý pěšec · h7 černý pěšec · c6 černý jezdec · f6 černý jezdec · d5 bílý pěšec · b4 černý střelec · e4 bílý pěšec · c3 bílý jezdec · a2 bílý pěšec · b2 bílý pěšec · c2 bílý pěšec · f2 bílý pěšec · g2 bílý pěšec · h2 bílý pěšec · a1 bílý věž · c1 bílý střelec · d1 bílý dáma · e1 bílý král · f1 bílý střelec · h1 bílý věž | a8 černý věž · c8 černý střelec · d8 černý dáma · e8 černý král · h8 černý věž · a7 černý pěšec · b7 černý pěšec · c7 černý pěšec · d7 černý pěšec · f7 černý pěšec · g7 černý pěšec · h7 černý pěšec · c6 černý jezdec · f6 černý jezdec · d5 bílý pěšec · b4 černý střelec · e4 bílý pěšec · c3 bílý jezdec · a2 bílý pěšec · b2 bílý pěšec · c2 bílý pěšec · f2 bílý pěšec · g2 bílý pěšec · h2 bílý pěšec · a1 bílý věž · c1 bílý střelec · d1 bílý dáma · e1 bílý král · f1 bílý střelec · h1 bílý věž | 4 |
| 3 | a8 černý věž · c8 černý střelec · d8 černý dáma · e8 černý král · h8 černý věž · a7 černý pěšec · b7 černý pěšec · c7 černý pěšec · d7 černý pěšec · f7 černý pěšec · g7 černý pěšec · h7 černý pěšec · c6 černý jezdec · f6 černý jezdec · d5 bílý pěšec · b4 černý střelec · e4 bílý pěšec · c3 bílý jezdec · a2 bílý pěšec · b2 bílý pěšec · c2 bílý pěšec · f2 bílý pěšec · g2 bílý pěšec · h2 bílý pěšec · a1 bílý věž · c1 bílý střelec · d1 bílý dáma · e1 bílý král · f1 bílý střelec · h1 bílý věž | a8 černý věž · c8 černý střelec · d8 černý dáma · e8 černý král · h8 černý věž · a7 černý pěšec · b7 černý pěšec · c7 černý pěšec · d7 černý pěšec · f7 černý pěšec · g7 černý pěšec · h7 černý pěšec · c6 černý jezdec · f6 černý jezdec · d5 bílý pěšec · b4 černý střelec · e4 bílý pěšec · c3 bílý jezdec · a2 bílý pěšec · b2 bílý pěšec · c2 bílý pěšec · f2 bílý pěšec · g2 bílý pěšec · h2 bílý pěšec · a1 bílý věž · c1 bílý střelec · d1 bílý dáma · e1 bílý král · f1 bílý střelec · h1 bílý věž | a8 černý věž · c8 černý střelec · d8 černý dáma · e8 černý král · h8 černý věž · a7 černý pěšec · b7 černý pěšec · c7 černý pěšec · d7 černý pěšec · f7 černý pěšec · g7 černý pěšec · h7 černý pěšec · c6 černý jezdec · f6 černý jezdec · d5 bílý pěšec · b4 černý střelec · e4 bílý pěšec · c3 bílý jezdec · a2 bílý pěšec · b2 bílý pěšec · c2 bílý pěšec · f2 bílý pěšec · g2 bílý pěšec · h2 bílý pěšec · a1 bílý věž · c1 bílý střelec · d1 bílý dáma · e1 bílý král · f1 bílý střelec · h1 bílý věž | a8 černý věž · c8 černý střelec · d8 černý dáma · e8 černý král · h8 černý věž · a7 černý pěšec · b7 černý pěšec · c7 černý pěšec · d7 černý pěšec · f7 černý pěšec · g7 černý pěšec · h7 černý pěšec · c6 černý jezdec · f6 černý jezdec · d5 bílý pěšec · b4 černý střelec · e4 bílý pěšec · c3 bílý jezdec · a2 bílý pěšec · b2 bílý pěšec · c2 bílý pěšec · f2 bílý pěšec · g2 bílý pěšec · h2 bílý pěšec · a1 bílý věž · c1 bílý střelec · d1 bílý dáma · e1 bílý král · f1 bílý střelec · h1 bílý věž | a8 černý věž · c8 černý střelec · d8 černý dáma · e8 černý král · h8 černý věž · a7 černý pěšec · b7 černý pěšec · c7 černý pěšec · d7 černý pěšec · f7 černý pěšec · g7 černý pěšec · h7 černý pěšec · c6 černý jezdec · f6 černý jezdec · d5 bílý pěšec · b4 černý střelec · e4 bílý pěšec · c3 bílý jezdec · a2 bílý pěšec · b2 bílý pěšec · c2 bílý pěšec · f2 bílý pěšec · g2 bílý pěšec · h2 bílý pěšec · a1 bílý věž · c1 bílý střelec · d1 bílý dáma · e1 bílý král · f1 bílý střelec · h1 bílý věž | a8 černý věž · c8 černý střelec · d8 černý dáma · e8 černý král · h8 černý věž · a7 černý pěšec · b7 černý pěšec · c7 černý pěšec · d7 černý pěšec · f7 černý pěšec · g7 černý pěšec · h7 černý pěšec · c6 černý jezdec · f6 černý jezdec · d5 bílý pěšec · b4 černý střelec · e4 bílý pěšec · c3 bílý jezdec · a2 bílý pěšec · b2 bílý pěšec · c2 bílý pěšec · f2 bílý pěšec · g2 bílý pěšec · h2 bílý pěšec · a1 bílý věž · c1 bílý střelec · d1 bílý dáma · e1 bílý král · f1 bílý střelec · h1 bílý věž | a8 černý věž · c8 černý střelec · d8 černý dáma · e8 černý král · h8 černý věž · a7 černý pěšec · b7 černý pěšec · c7 černý pěšec · d7 černý pěšec · f7 černý pěšec · g7 černý pěšec · h7 černý pěšec · c6 černý jezdec · f6 černý jezdec · d5 bílý pěšec · b4 černý střelec · e4 bílý pěšec · c3 bílý jezdec · a2 bílý pěšec · b2 bílý pěšec · c2 bílý pěšec · f2 bílý pěšec · g2 bílý pěšec · h2 bílý pěšec · a1 bílý věž · c1 bílý střelec · d1 bílý dáma · e1 bílý král · f1 bílý střelec · h1 bílý věž | a8 černý věž · c8 černý střelec · d8 černý dáma · e8 černý král · h8 černý věž · a7 černý pěšec · b7 černý pěšec · c7 černý pěšec · d7 černý pěšec · f7 černý pěšec · g7 černý pěšec · h7 černý pěšec · c6 černý jezdec · f6 černý jezdec · d5 bílý pěšec · b4 černý střelec · e4 bílý pěšec · c3 bílý jezdec · a2 bílý pěšec · b2 bílý pěšec · c2 bílý pěšec · f2 bílý pěšec · g2 bílý pěšec · h2 bílý pěšec · a1 bílý věž · c1 bílý střelec · d1 bílý dáma · e1 bílý král · f1 bílý střelec · h1 bílý věž | 3 |
| 2 | a8 černý věž · c8 černý střelec · d8 černý dáma · e8 černý král · h8 černý věž · a7 černý pěšec · b7 černý pěšec · c7 černý pěšec · d7 černý pěšec · f7 černý pěšec · g7 černý pěšec · h7 černý pěšec · c6 černý jezdec · f6 černý jezdec · d5 bílý pěšec · b4 černý střelec · e4 bílý pěšec · c3 bílý jezdec · a2 bílý pěšec · b2 bílý pěšec · c2 bílý pěšec · f2 bílý pěšec · g2 bílý pěšec · h2 bílý pěšec · a1 bílý věž · c1 bílý střelec · d1 bílý dáma · e1 bílý král · f1 bílý střelec · h1 bílý věž | a8 černý věž · c8 černý střelec · d8 černý dáma · e8 černý král · h8 černý věž · a7 černý pěšec · b7 černý pěšec · c7 černý pěšec · d7 černý pěšec · f7 černý pěšec · g7 černý pěšec · h7 černý pěšec · c6 černý jezdec · f6 černý jezdec · d5 bílý pěšec · b4 černý střelec · e4 bílý pěšec · c3 bílý jezdec · a2 bílý pěšec · b2 bílý pěšec · c2 bílý pěšec · f2 bílý pěšec · g2 bílý pěšec · h2 bílý pěšec · a1 bílý věž · c1 bílý střelec · d1 bílý dáma · e1 bílý král · f1 bílý střelec · h1 bílý věž | a8 černý věž · c8 černý střelec · d8 černý dáma · e8 černý král · h8 černý věž · a7 černý pěšec · b7 černý pěšec · c7 černý pěšec · d7 černý pěšec · f7 černý pěšec · g7 černý pěšec · h7 černý pěšec · c6 černý jezdec · f6 černý jezdec · d5 bílý pěšec · b4 černý střelec · e4 bílý pěšec · c3 bílý jezdec · a2 bílý pěšec · b2 bílý pěšec · c2 bílý pěšec · f2 bílý pěšec · g2 bílý pěšec · h2 bílý pěšec · a1 bílý věž · c1 bílý střelec · d1 bílý dáma · e1 bílý král · f1 bílý střelec · h1 bílý věž | a8 černý věž · c8 černý střelec · d8 černý dáma · e8 černý král · h8 černý věž · a7 černý pěšec · b7 černý pěšec · c7 černý pěšec · d7 černý pěšec · f7 černý pěšec · g7 černý pěšec · h7 černý pěšec · c6 černý jezdec · f6 černý jezdec · d5 bílý pěšec · b4 černý střelec · e4 bílý pěšec · c3 bílý jezdec · a2 bílý pěšec · b2 bílý pěšec · c2 bílý pěšec · f2 bílý pěšec · g2 bílý pěšec · h2 bílý pěšec · a1 bílý věž · c1 bílý střelec · d1 bílý dáma · e1 bílý král · f1 bílý střelec · h1 bílý věž | a8 černý věž · c8 černý střelec · d8 černý dáma · e8 černý král · h8 černý věž · a7 černý pěšec · b7 černý pěšec · c7 černý pěšec · d7 černý pěšec · f7 černý pěšec · g7 černý pěšec · h7 černý pěšec · c6 černý jezdec · f6 černý jezdec · d5 bílý pěšec · b4 černý střelec · e4 bílý pěšec · c3 bílý jezdec · a2 bílý pěšec · b2 bílý pěšec · c2 bílý pěšec · f2 bílý pěšec · g2 bílý pěšec · h2 bílý pěšec · a1 bílý věž · c1 bílý střelec · d1 bílý dáma · e1 bílý král · f1 bílý střelec · h1 bílý věž | a8 černý věž · c8 černý střelec · d8 černý dáma · e8 černý král · h8 černý věž · a7 černý pěšec · b7 černý pěšec · c7 černý pěšec · d7 černý pěšec · f7 černý pěšec · g7 černý pěšec · h7 černý pěšec · c6 černý jezdec · f6 černý jezdec · d5 bílý pěšec · b4 černý střelec · e4 bílý pěšec · c3 bílý jezdec · a2 bílý pěšec · b2 bílý pěšec · c2 bílý pěšec · f2 bílý pěšec · g2 bílý pěšec · h2 bílý pěšec · a1 bílý věž · c1 bílý střelec · d1 bílý dáma · e1 bílý král · f1 bílý střelec · h1 bílý věž | a8 černý věž · c8 černý střelec · d8 černý dáma · e8 černý král · h8 černý věž · a7 černý pěšec · b7 černý pěšec · c7 černý pěšec · d7 černý pěšec · f7 černý pěšec · g7 černý pěšec · h7 černý pěšec · c6 černý jezdec · f6 černý jezdec · d5 bílý pěšec · b4 černý střelec · e4 bílý pěšec · c3 bílý jezdec · a2 bílý pěšec · b2 bílý pěšec · c2 bílý pěšec · f2 bílý pěšec · g2 bílý pěšec · h2 bílý pěšec · a1 bílý věž · c1 bílý střelec · d1 bílý dáma · e1 bílý král · f1 bílý střelec · h1 bílý věž | a8 černý věž · c8 černý střelec · d8 černý dáma · e8 černý král · h8 černý věž · a7 černý pěšec · b7 černý pěšec · c7 černý pěšec · d7 černý pěšec · f7 černý pěšec · g7 černý pěšec · h7 černý pěšec · c6 černý jezdec · f6 černý jezdec · d5 bílý pěšec · b4 černý střelec · e4 bílý pěšec · c3 bílý jezdec · a2 bílý pěšec · b2 bílý pěšec · c2 bílý pěšec · f2 bílý pěšec · g2 bílý pěšec · h2 bílý pěšec · a1 bílý věž · c1 bílý střelec · d1 bílý dáma · e1 bílý král · f1 bílý střelec · h1 bílý věž | 2 |
| 1 | a8 černý věž · c8 černý střelec · d8 černý dáma · e8 černý král · h8 černý věž · a7 černý pěšec · b7 černý pěšec · c7 černý pěšec · d7 černý pěšec · f7 černý pěšec · g7 černý pěšec · h7 černý pěšec · c6 černý jezdec · f6 černý jezdec · d5 bílý pěšec · b4 černý střelec · e4 bílý pěšec · c3 bílý jezdec · a2 bílý pěšec · b2 bílý pěšec · c2 bílý pěšec · f2 bílý pěšec · g2 bílý pěšec · h2 bílý pěšec · a1 bílý věž · c1 bílý střelec · d1 bílý dáma · e1 bílý král · f1 bílý střelec · h1 bílý věž | a8 černý věž · c8 černý střelec · d8 černý dáma · e8 černý král · h8 černý věž · a7 černý pěšec · b7 černý pěšec · c7 černý pěšec · d7 černý pěšec · f7 černý pěšec · g7 černý pěšec · h7 černý pěšec · c6 černý jezdec · f6 černý jezdec · d5 bílý pěšec · b4 černý střelec · e4 bílý pěšec · c3 bílý jezdec · a2 bílý pěšec · b2 bílý pěšec · c2 bílý pěšec · f2 bílý pěšec · g2 bílý pěšec · h2 bílý pěšec · a1 bílý věž · c1 bílý střelec · d1 bílý dáma · e1 bílý král · f1 bílý střelec · h1 bílý věž | a8 černý věž · c8 černý střelec · d8 černý dáma · e8 černý král · h8 černý věž · a7 černý pěšec · b7 černý pěšec · c7 černý pěšec · d7 černý pěšec · f7 černý pěšec · g7 černý pěšec · h7 černý pěšec · c6 černý jezdec · f6 černý jezdec · d5 bílý pěšec · b4 černý střelec · e4 bílý pěšec · c3 bílý jezdec · a2 bílý pěšec · b2 bílý pěšec · c2 bílý pěšec · f2 bílý pěšec · g2 bílý pěšec · h2 bílý pěšec · a1 bílý věž · c1 bílý střelec · d1 bílý dáma · e1 bílý král · f1 bílý střelec · h1 bílý věž | a8 černý věž · c8 černý střelec · d8 černý dáma · e8 černý král · h8 černý věž · a7 černý pěšec · b7 černý pěšec · c7 černý pěšec · d7 černý pěšec · f7 černý pěšec · g7 černý pěšec · h7 černý pěšec · c6 černý jezdec · f6 černý jezdec · d5 bílý pěšec · b4 černý střelec · e4 bílý pěšec · c3 bílý jezdec · a2 bílý pěšec · b2 bílý pěšec · c2 bílý pěšec · f2 bílý pěšec · g2 bílý pěšec · h2 bílý pěšec · a1 bílý věž · c1 bílý střelec · d1 bílý dáma · e1 bílý král · f1 bílý střelec · h1 bílý věž | a8 černý věž · c8 černý střelec · d8 černý dáma · e8 černý král · h8 černý věž · a7 černý pěšec · b7 černý pěšec · c7 černý pěšec · d7 černý pěšec · f7 černý pěšec · g7 černý pěšec · h7 černý pěšec · c6 černý jezdec · f6 černý jezdec · d5 bílý pěšec · b4 černý střelec · e4 bílý pěšec · c3 bílý jezdec · a2 bílý pěšec · b2 bílý pěšec · c2 bílý pěšec · f2 bílý pěšec · g2 bílý pěšec · h2 bílý pěšec · a1 bílý věž · c1 bílý střelec · d1 bílý dáma · e1 bílý král · f1 bílý střelec · h1 bílý věž | a8 černý věž · c8 černý střelec · d8 černý dáma · e8 černý král · h8 černý věž · a7 černý pěšec · b7 černý pěšec · c7 černý pěšec · d7 černý pěšec · f7 černý pěšec · g7 černý pěšec · h7 černý pěšec · c6 černý jezdec · f6 černý jezdec · d5 bílý pěšec · b4 černý střelec · e4 bílý pěšec · c3 bílý jezdec · a2 bílý pěšec · b2 bílý pěšec · c2 bílý pěšec · f2 bílý pěšec · g2 bílý pěšec · h2 bílý pěšec · a1 bílý věž · c1 bílý střelec · d1 bílý dáma · e1 bílý král · f1 bílý střelec · h1 bílý věž | a8 černý věž · c8 černý střelec · d8 černý dáma · e8 černý král · h8 černý věž · a7 černý pěšec · b7 černý pěšec · c7 černý pěšec · d7 černý pěšec · f7 černý pěšec · g7 černý pěšec · h7 černý pěšec · c6 černý jezdec · f6 černý jezdec · d5 bílý pěšec · b4 černý střelec · e4 bílý pěšec · c3 bílý jezdec · a2 bílý pěšec · b2 bílý pěšec · c2 bílý pěšec · f2 bílý pěšec · g2 bílý pěšec · h2 bílý pěšec · a1 bílý věž · c1 bílý střelec · d1 bílý dáma · e1 bílý král · f1 bílý střelec · h1 bílý věž | a8 černý věž · c8 černý střelec · d8 černý dáma · e8 černý král · h8 černý věž · a7 černý pěšec · b7 černý pěšec · c7 černý pěšec · d7 černý pěšec · f7 černý pěšec · g7 černý pěšec · h7 černý pěšec · c6 černý jezdec · f6 černý jezdec · d5 bílý pěšec · b4 černý střelec · e4 bílý pěšec · c3 bílý jezdec · a2 bílý pěšec · b2 bílý pěšec · c2 bílý pěšec · f2 bílý pěšec · g2 bílý pěšec · h2 bílý pěšec · a1 bílý věž · c1 bílý střelec · d1 bílý dáma · e1 bílý král · f1 bílý střelec · h1 bílý věž | 1 |
|   | a | b | c | d | e | f | g | h |   |

GM Larry Kaufman v roce 2004 napsal, že Müllerův–Schulzův Gambit je vyvrácen tahy 4... Jxe5 5.d4 Jc6 6.d5 Sb4! 7. dxc6 Jxe4 8. Dd4 De7, který připisuje polskému Janu Pinskému. V roce 2003 Pinski analyzoval 9. Dxg7 Jxc3+ 10. Se3 Jd5+ 11.c3 Vf8 12.cxb4 Jxe3 13.fxe3 Dxb4+ se závěrem, že „černý je velmi blízko k vítězství“. Bílý může také pokračovat s méně rizikovým 9. Se3.

## Halloweenský Gambit s obrácenými barvami
Podobný gambit lze hrát také za černé; po 4. g3 může černý hrát 4... Jxe4!? Tato varianta je pravděpodobně lepší než její bílý protějšek, protože tah bílého 4. g3 oslabil pole f3. Bílý navíc nemůže hrát variantu doporučenou Kaufmanem pro obrácené barvy, protože po 5. Jxe4 d5 6. Jc3 d4 7. Sb5? dxc3 8. Jxe5? Dd5 9. De2? prohrává po 9... Dxh1+. Nicméně, s pěšcem na g3 je možné zahrát Jh4, a mělo by být snadné udělat rošádu.

## Ilustrativní hry
Následující bleskové šachové hry ukazují, co může nepřipraveného hráče černých figurek potkat:
- Brause vs. N.N., německý internetový šachový server 1997
1. e4 e5 2. Jf3 Jc6 3. Jc3 Jf6 4. Jxe5 Jxe5 5. d4 Jg6 6. e5 Jg8 7. Sc4 c6 8. Df3 f6 9. 0-0 d5 10. exd6e.p. Sxd6 11. Je4 J8e7? 12. Dxf6!! gxf6? 13. Jxf6+ Kf8 14. Sh6# 1–0
- Brause vs. NN, Internet Chess Club 1997
1. e4 e5 2. Jf3 Jc6 3. Jc3 Jf6 4. Jxe5 Jxe5 5. d4 Jc6 6. d5 Jb8 7. e5 Jg8 8. d6 Jc6 9. Jb5 cxd6 10. exd6 Sxd6? (10. . . Df6) 11. Dxd6 De7+ 12. Se3 Dxd6 13. Jxd6+ Kf8 14. Sc4 Je5 15. Sb3 Je7 16. 0-0-0 f6 17. f4 Jg4 18. Vhe1 (hrozí 19. Sc5 a 20. Jxc8 Vxc8 21. Vxd7) 1–0

Následující hra hraná v tematickém turnaji na Halloweenský Gambit získala cenu za nejokázalejší hru, kterou bílý vyhrál.
- Torrecillas (2389) vs. Keizer (1932), Email 2003
1. e4 e5 2. Jf3 Jc6 3. Jc3 Jf6 4. Jxe5 Jxe5 5. d4 Jg6 6. e5 Jg8 7. Sc4 Sb4 8. Df3 f6 9. 0-0 Sxc3 10. bxc3 d5 11. exd6e.p. cxd6 12. Sa3 J8e7 13. Vfe1 Dc7 14. Sb3 Kd8 15. c4 Sd7 16. Vad1 Dc6 17. Dc3 a5 18. d5 Dc7 19. c5 b5 20. Dd2 b4 21. cxd6 Dxd6 22. Sb2 a4 23. Sc4 Ke8 24. a3 Je5 25. Sa2 b3 26. cxb3 axb3 27. Sxb3 Kf7 28. f4 J5g6 29. Ve6 Dxf4 30. De2 Db8 31. Sa2 Da7+ 32. Kh1 Kf8 33. d6 Jg8 34. Dc4 Jh6 35. Sxf6! gxf6 (35. . . Sxe6 36. Dxe6 gxf6 37. Dxf6+ Jf7 38.d7 se brzkým matem) 36. Vxf6+ Ke8 (36. . . Kg7 37. Dc3) 37. Vxg6 hxg6 38. Dc3 Vh7 39. Df6 Sa4 40. Dxg6+ Jf7 41. Vf1 Sc2 (41. . . Sc6 42. Sxf7+ Dxf7 [42. . . Vxf7 43. Dg8+ Kd7 44. Vxf7+] 43. Vxf7 Vxf7 44. Dg8+ Kd7 [44. . . Vf8 45. De6+ Kd8 46. De7+ Kc8 47. Dc7#] 45. Dxf7 + Kxd6 46.h4 +− ) 42. Dxc2 1–0